# Mélisey (Haute-Saône)
Vous lisez un « bon article » labellisé en 2017.
Pour les articles homonymes, voir Mélisey.
Mélisey (prononcé [meliˈze]) est une commune française située dans le département de la Haute-Saône, la région culturelle et historique de Franche-Comté et la région administrative Bourgogne-Franche-Comté. Elle est le siège de la communauté de communes des mille étangs.
Occupée au moins depuis le haut Moyen Âge, Mélisey devient au XVe siècle un bourg concentrant toutes les activités de commerce et d'échange de la vallée avant de devenir une petite cité industrielle du textile au XIXe siècle.
Peuplée de 1 679 habitants en 2022, la commune est située dans une région particulièrement vallonnée au pied des Vosges saônoises. Son altitude varie de 322 mètres au centre-ville à 470 mètres. Située en bordure du plateau des Mille étangs, elle possède un riche patrimoine naturel favorisant l'écotourisme. Le centre historique, traversé par l'Ognon, est caractérisé par son église au clocher de style roman construit au XIIe siècle.

## Géographie

### Situation
Mélisey est le chef-lieu de la communauté de communes des mille étangs et le bureau centralisateur du canton de Mélisey, dans le département de la Haute-Saône en région Bourgogne-Franche-Comté, dans le Grand Est français. Les villes les plus proches sont Lure (9 km) et Luxeuil-les-Bains (16 km). Toutes les autres villes du secteur (Héricourt, Montbéliard, Belfort et la préfecture Vesoul) sont situées à plus de 20 km.
La localité se trouve dans le pays des Vosges saônoises, territoire aux paysages variés.
C'est une des 189 communes du parc naturel régional des Ballons des Vosges.

### Géologie et relief
- Bourgs et limites communales
- ha : andésite s et labradorites du Viséen
- hK3 : brèches volcaniques du Dévono-Dinantien
- t1-2a : grès du Buntsandstein inférieur
- t2b : grès et argiles du Buntsandstein
- t2c : grès et argiles du Buntsandstein supérieur
- G : dépôts morainiques
- Œ : limons d'altération
- Fz : alluvions fluviatiles
- C : colluvions
- E : éboulis

Carte géologique de Mélisey
Bourgs et limites communales
ha : andésite s et labradorites du Viséen
hK3 : brèches volcaniques du Dévono-Dinantien
t1-2a : grès du Buntsandstein inférieur
t2b : grès et argiles du Buntsandstein
t2c : grès et argiles du Buntsandstein supérieur
G : dépôts morainiques
Œ : limons d'altération
Fz : alluvions fluviatiles
C : colluvions
E : éboulis
: failles

Mélisey est située en bordure du plateau des Mille étangs et au pied des Vosges saônoises. Son altitude varie de 322 mètres dans les plaines bordant le centre-ville à 470 mètres, soit un dénivelé de 148 mètres. Les principales collines sont situées au nord et à l'ouest de la commune, notamment le Rocheret (426 m) qui domine la partie sud-ouest.
Mélisey est construite sur le plateau de Haute-Saône dans la dépression sous-vosgienne et s'appuie sur le versant méridional du massif des Vosges. Le bassin houiller stéphanien sous-vosgien, exploité à Ronchamp, affleure au sud de la commune au lieu-dit la Goulotte.

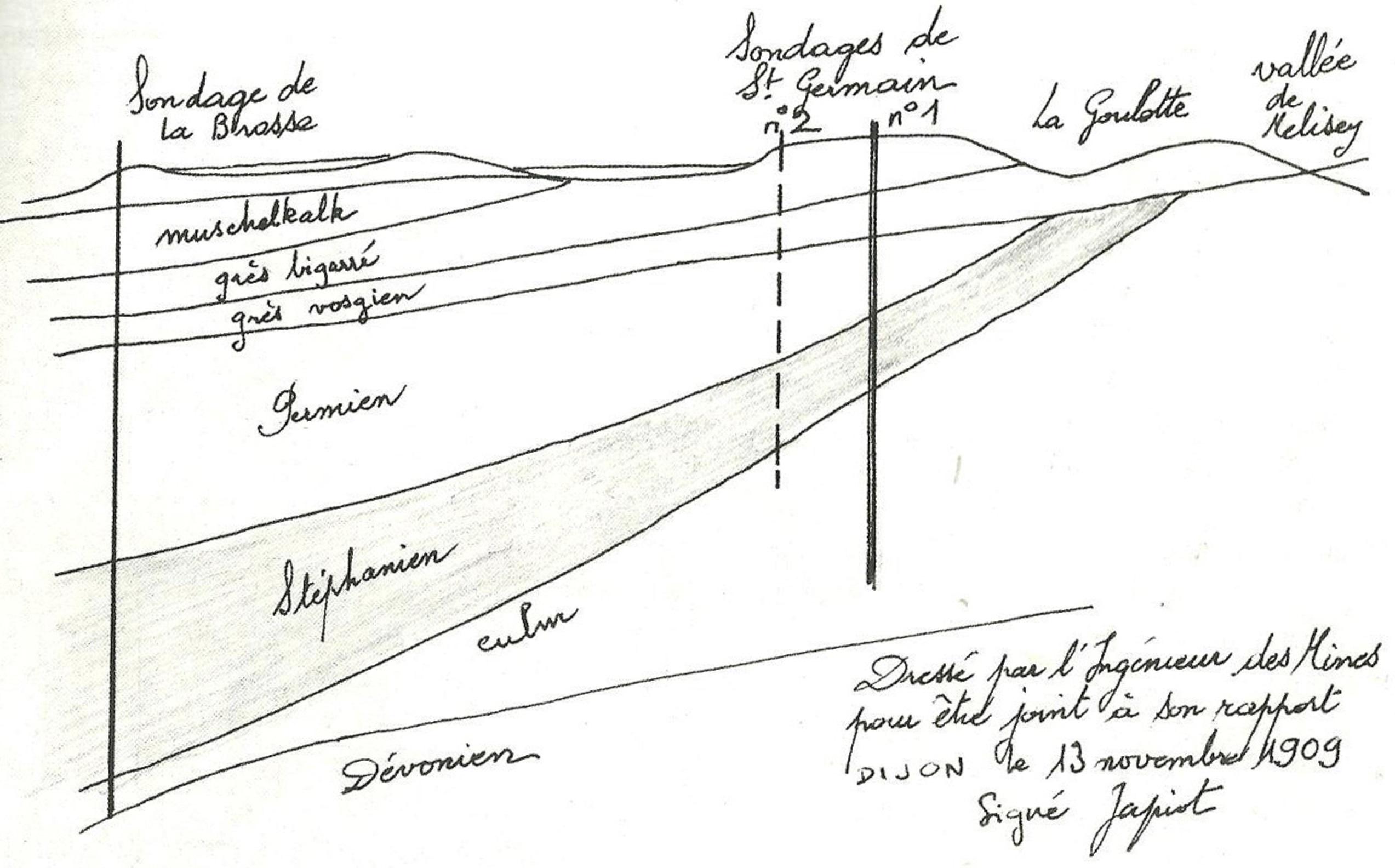
Coupe géologique du bassin stéphanien de Saint-Germain et Mélisey.
La formation du gisement houiller de Saint-Germain et  Mélisey.
Limite des glaciations sur le plateau des Mille étangs.

La commune repose sur un sol constitué de dépôt glaciaire (G) dû à l'ancien glacier qui recouvrait la vallée et qui a laissé des blocs erratiques et des verrous. Cette formation repose sur un socle viséen (ha) ou du dévono-dinantien (hK3) enveloppé par une structure fragmentée du Trias inférieur (T1a, T2b et T2c). Les abords de l'Ognon sont couverts d'alluvions (Fz) qui se sont déposées au Quaternaire. Très localement, au nord-ouest du territoire, des limons d'altération (Œ) affleurent. Un réseau orthogonal de failles sillonne le territoire de la commune. Les vallées sont fréquemment encombrées de colluvions (C) ou d'éboulis (E),,.

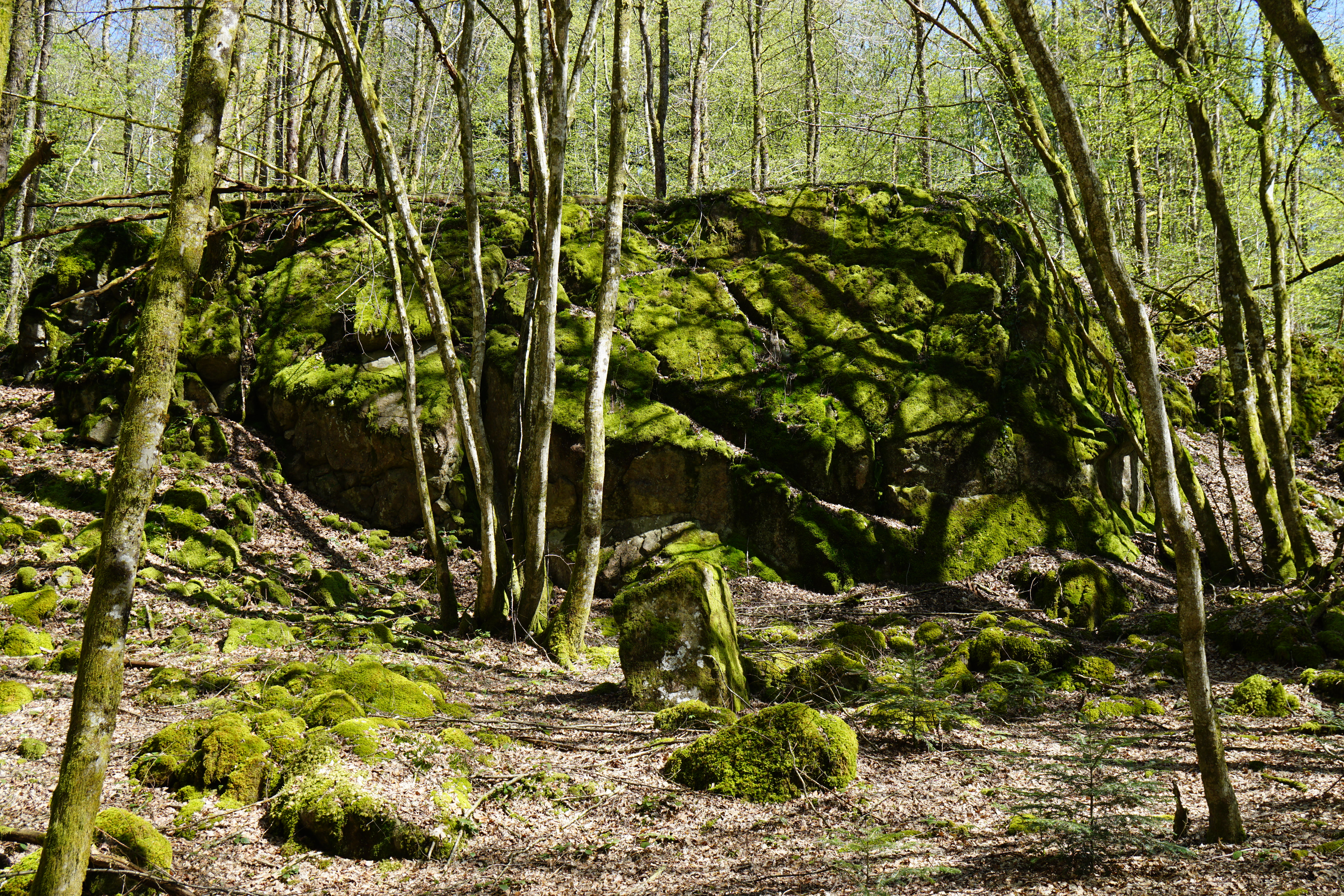
Grand rocher glacier.
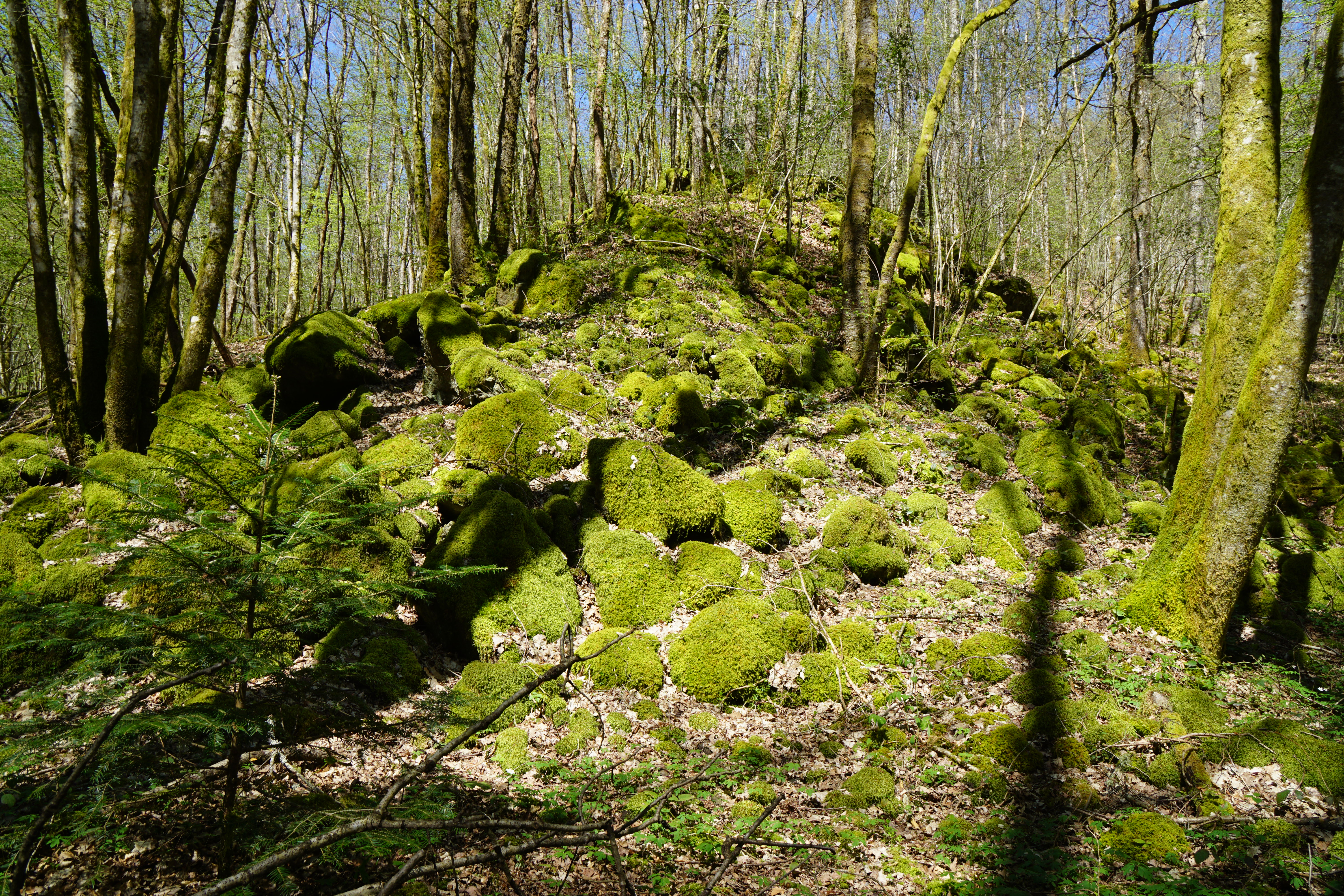
Moraine.
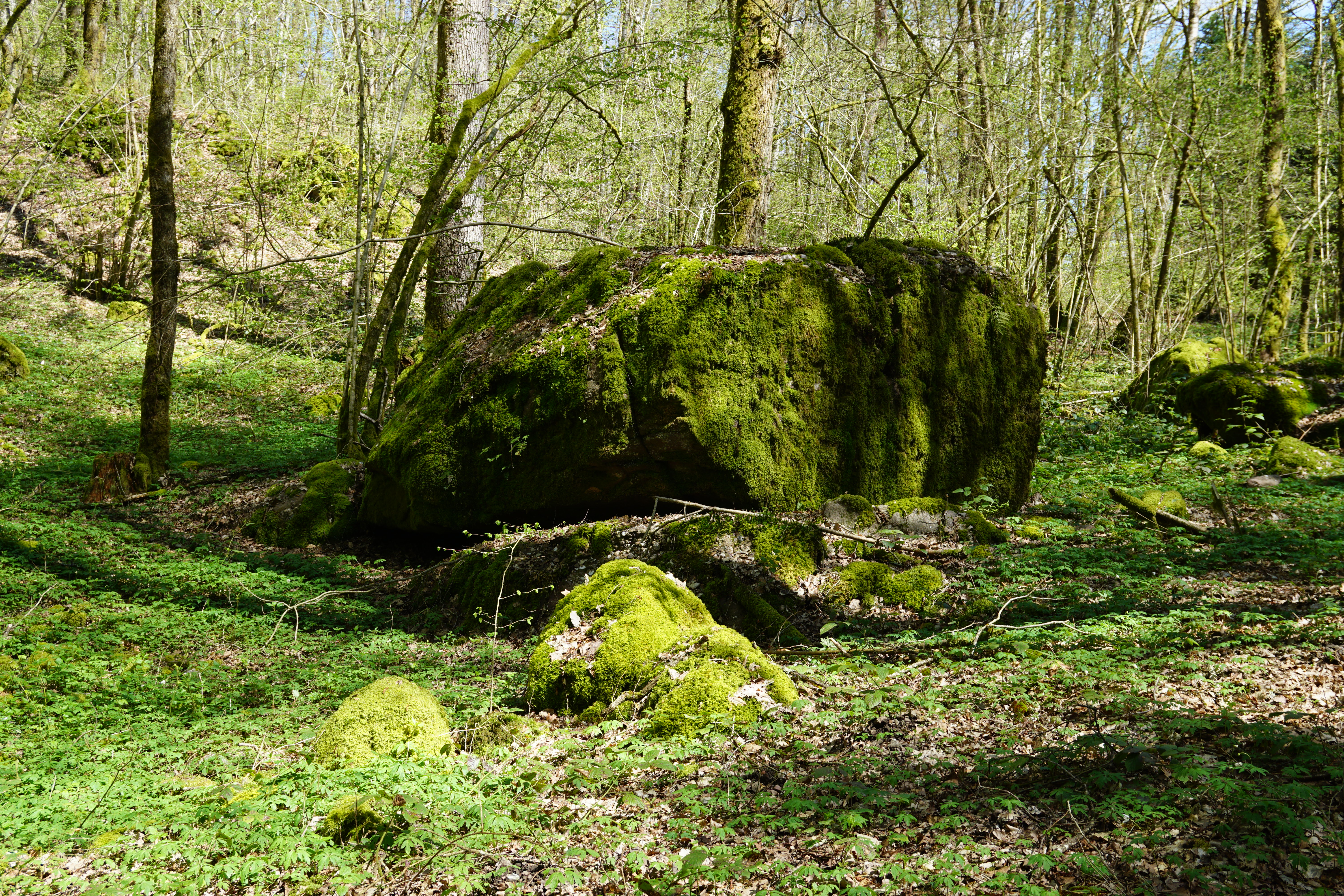
Bloc erratique.

### Hydrographie
La rivière l'Ognon s'écoule de l'est vers le sud du territoire ; elle sépare les deux communes de Saint-Barthélémy et Mélisey. Le bourg est également arrosé par les ruisseaux de la Mer, de Mansevillers tandis que plusieurs étangs, marécages et tourbières s'étendent au nord et à l'ouest du territoire communal, sur le plateau des Mille étangs,.

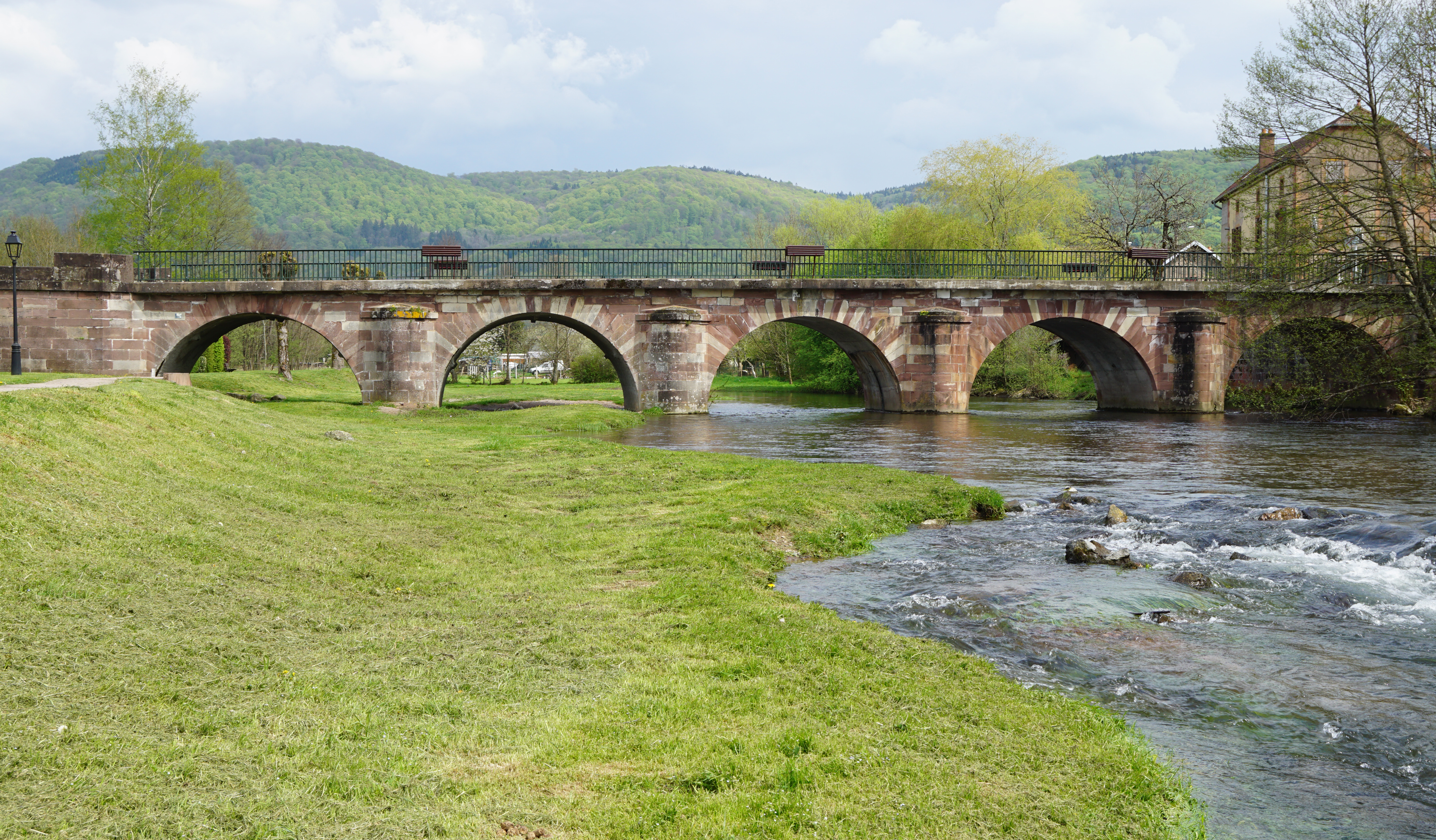
Le pont sur l'Ognon.
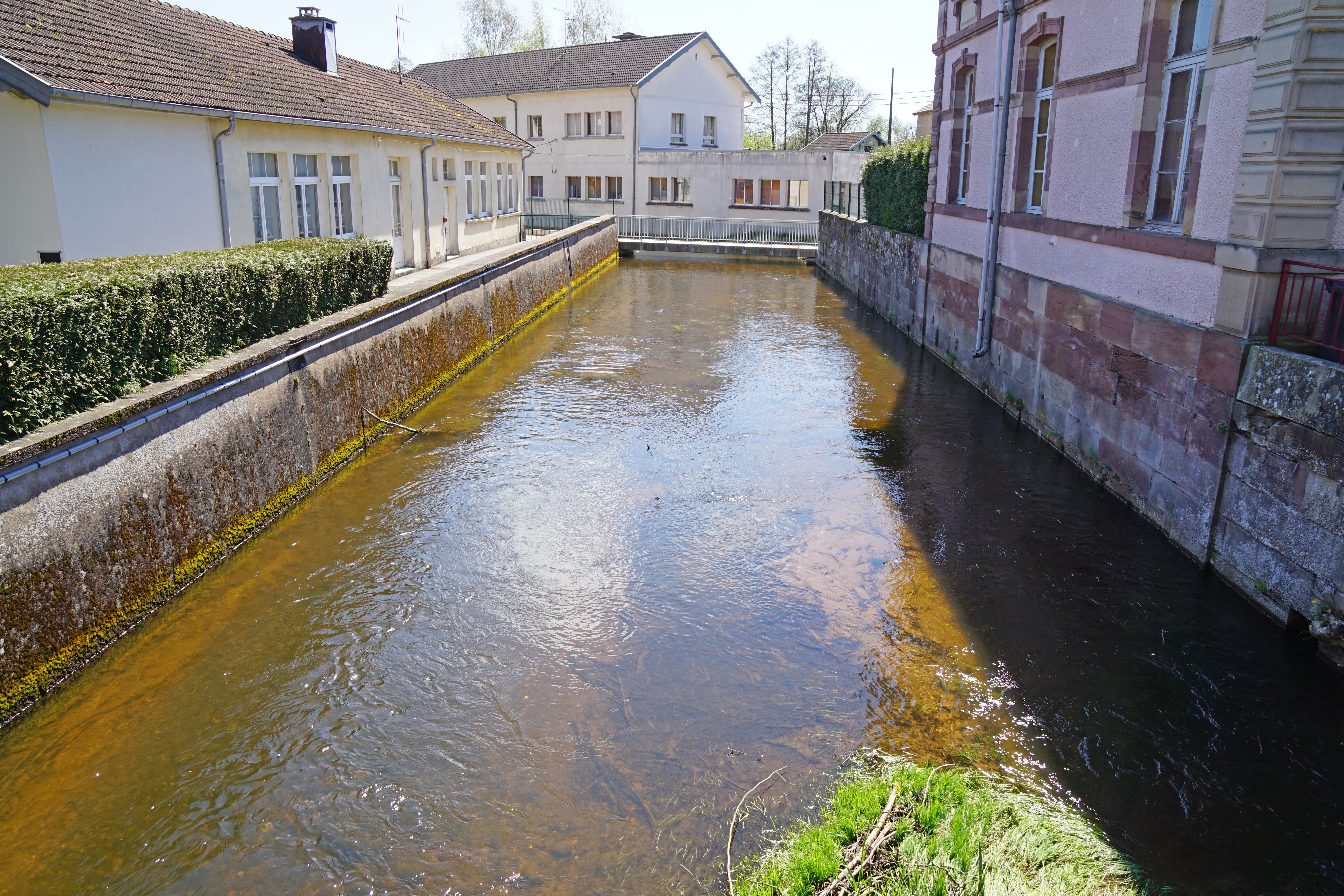
Le ruisseau de la Mer.
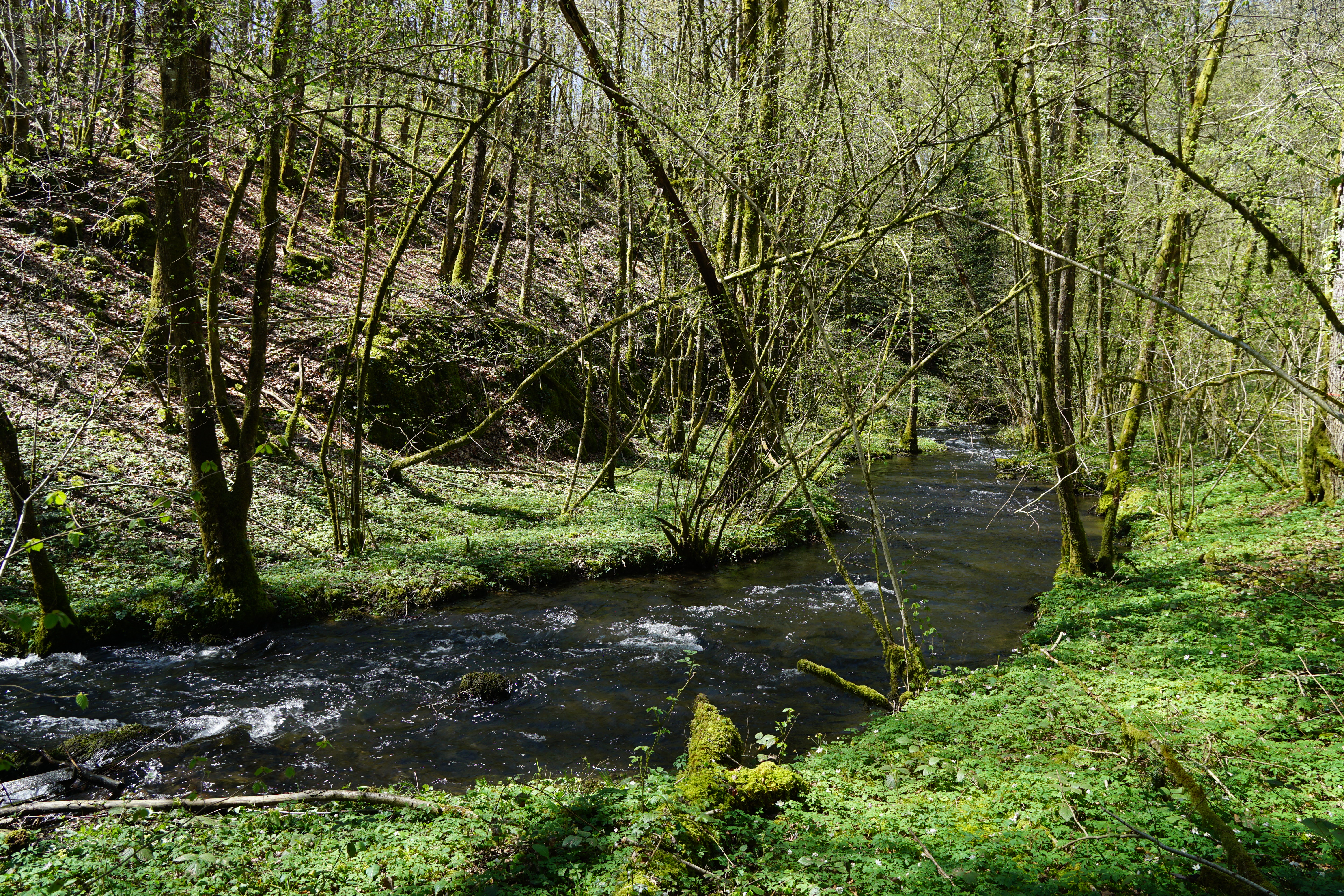
Le ruisseau de Mansevillers.

### Climat
Pour des articles plus généraux, voir Climat de la Bourgogne-Franche-Comté et Climat de la Haute-Saône.
En 2010, le climat de la commune est de type climat de montagne, selon une étude du Centre national de la recherche scientifique s'appuyant sur une série de données couvrant la période 1971-2000. En 2020, Météo-France publie une typologie des climats de la France métropolitaine dans laquelle la commune est exposée à un climat semi-continental et est dans la région climatique Lorraine, plateau de Langres, Morvan, caractérisée par un hiver rude (1,5 °C), des vents modérés et des brouillards fréquents en automne et hiver.
Pour la période 1971-2000, la température annuelle moyenne est de 9,9 °C, avec une amplitude thermique annuelle de 17 °C. Le cumul annuel moyen de précipitations est de 1 307 mm, avec 13,5 jours de précipitations en janvier et 10,5 jours en juillet. Pour la période 1991-2020, la température moyenne annuelle observée sur la station météorologique de Météo-France la plus proche, « Belfahy_sapc », sur la commune de Belfahy à 12 km à vol d'oiseau, est de 9,0 °C et le cumul annuel moyen de précipitations est de 1 913,4 mm. 
La température maximale relevée sur cette station est de 35,1 °C, atteinte le 24 juillet 2019 ; la température minimale est de −17,7 °C, atteinte le 20 décembre 2009,,.
Les paramètres climatiques de la commune ont été estimés pour le milieu du siècle (2041-2070) selon différents scénarios d'émission de gaz à effet de serre à partir des nouvelles projections climatiques de référence DRIAS-2020. Ils sont consultables sur un site dédié publié par Météo-France en novembre 2022.

### Transport et voies de communications
La gare de Lure est située à 10 km de Mélisey, sur la ligne de Paris-Est à Mulhouse-Ville alors que la gare de Belfort - Montbéliard TGV est à une distance un peu plus importante. Au début du XXe siècle, Mélisey était desservie par les chemins de fer vicinaux de Haute-Saône (le « Tacot »).
La commune est traversée sur la longueur par la RD 486 reliée à la RD 619 et à la double-voie expresse E 54 (RN 19) au niveau de Lure.
Le seul transport en commun desservant directement la commune est l'autobus. La commune est desservie par le réseau interurbain de la Bourgogne-Franche-Comté (Mobigo) reprenant anciennes les lignes saônoises.

## Urbanisme

### Typologie
Au 1er janvier 2024, Mélisey est catégorisée commune rurale à habitat dispersé, selon la nouvelle grille communale de densité à sept niveaux définie par l'Insee en 2022.
Elle appartient à l'unité urbaine de Mélisey, une agglomération intra-départementale regroupant trois  communes, dont elle est ville-centre,,. Par ailleurs la commune fait partie de l'aire d'attraction de Lure, dont elle est une commune de la couronne,. Cette aire, qui regroupe 33 communes, est catégorisée dans les aires de moins de 50 000 habitants,.

### Occupation des sols
L'occupation des sols de la commune, telle qu'elle ressort de la base de données européenne d’occupation biophysique des sols Corine Land Cover (CLC), est marquée par l'importance des forêts et milieux semi-naturels (61,6 % en 2018), en diminution par rapport à 1990 (62,9 %). La répartition détaillée en 2018 est la suivante : 
forêts (61,6 %), zones agricoles hétérogènes (18,3 %), prairies (10,2 %), zones urbanisées (9,6 %), eaux continentales (0,3 %). L'évolution de l’occupation des sols de la commune et de ses infrastructures peut être observée sur les différentes représentations cartographiques du territoire : la carte de Cassini (XVIIIe siècle), la carte d'état-major (1820-1866) et les cartes ou photos aériennes de l'IGN pour la période actuelle (1950 à aujourd'hui).

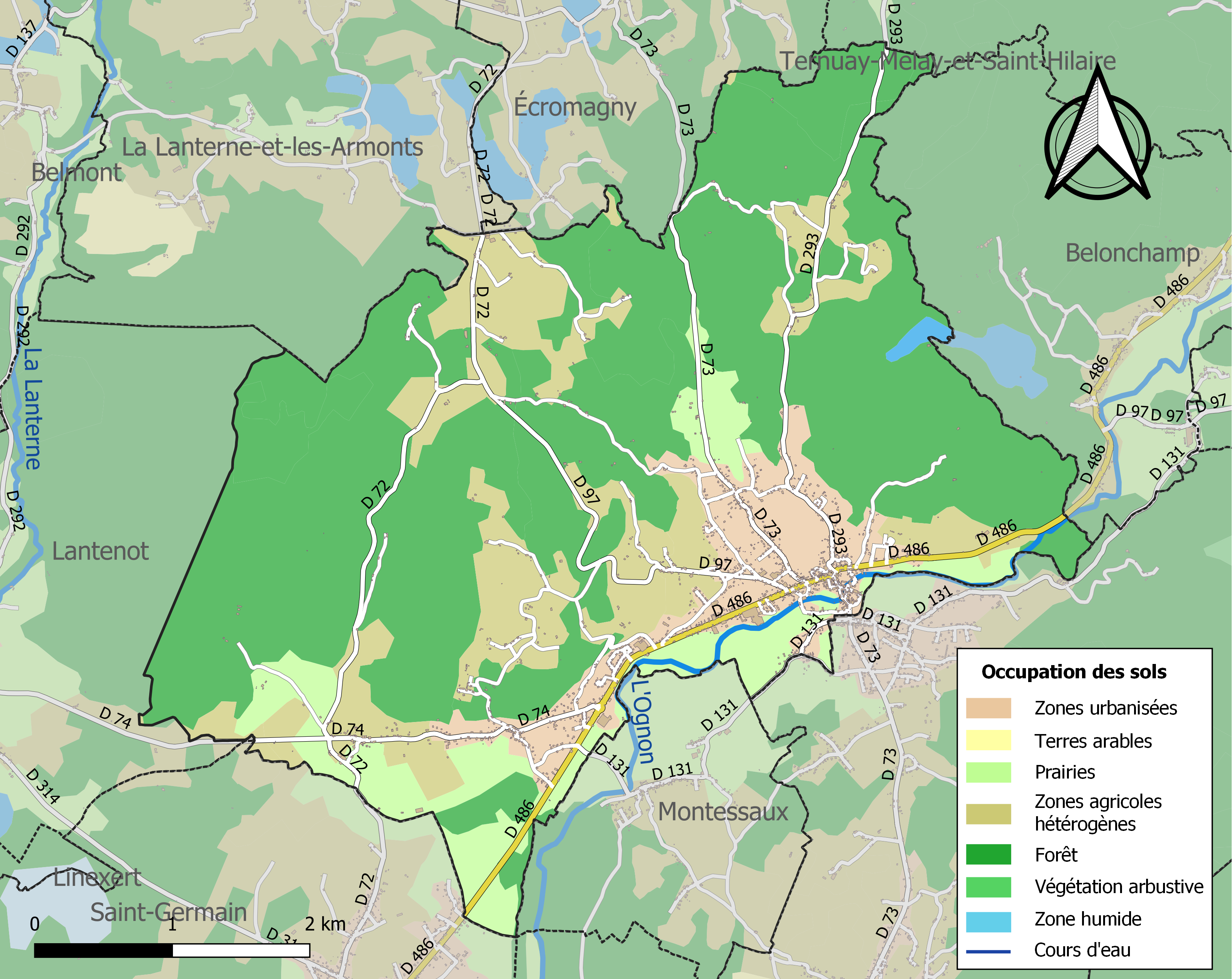
Carte des infrastructures et de l'occupation des sols de la commune en 2018 (CLC).

### Morphologie urbaine

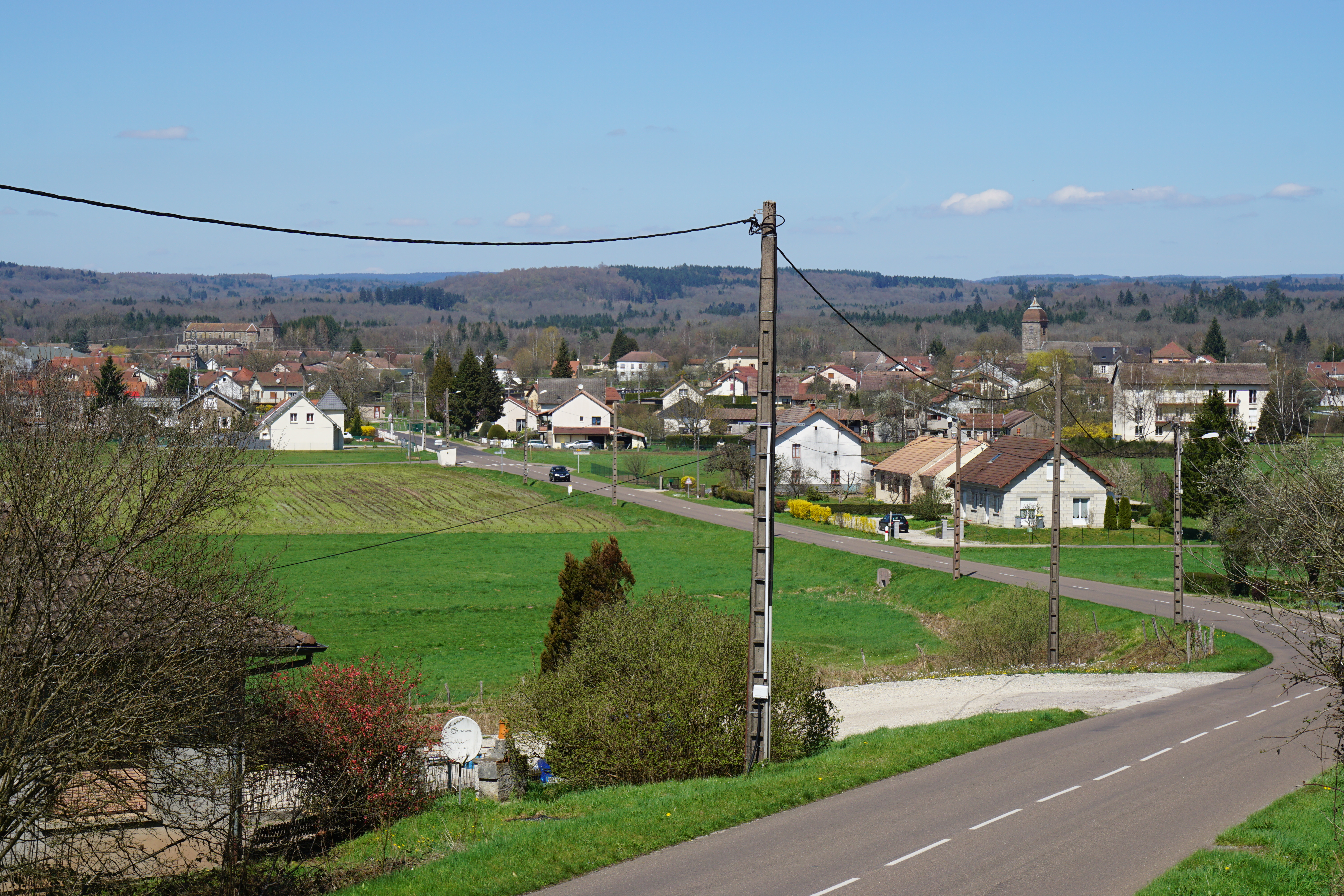
Vue générale de Mélisey et de Saint-Barthélemy.

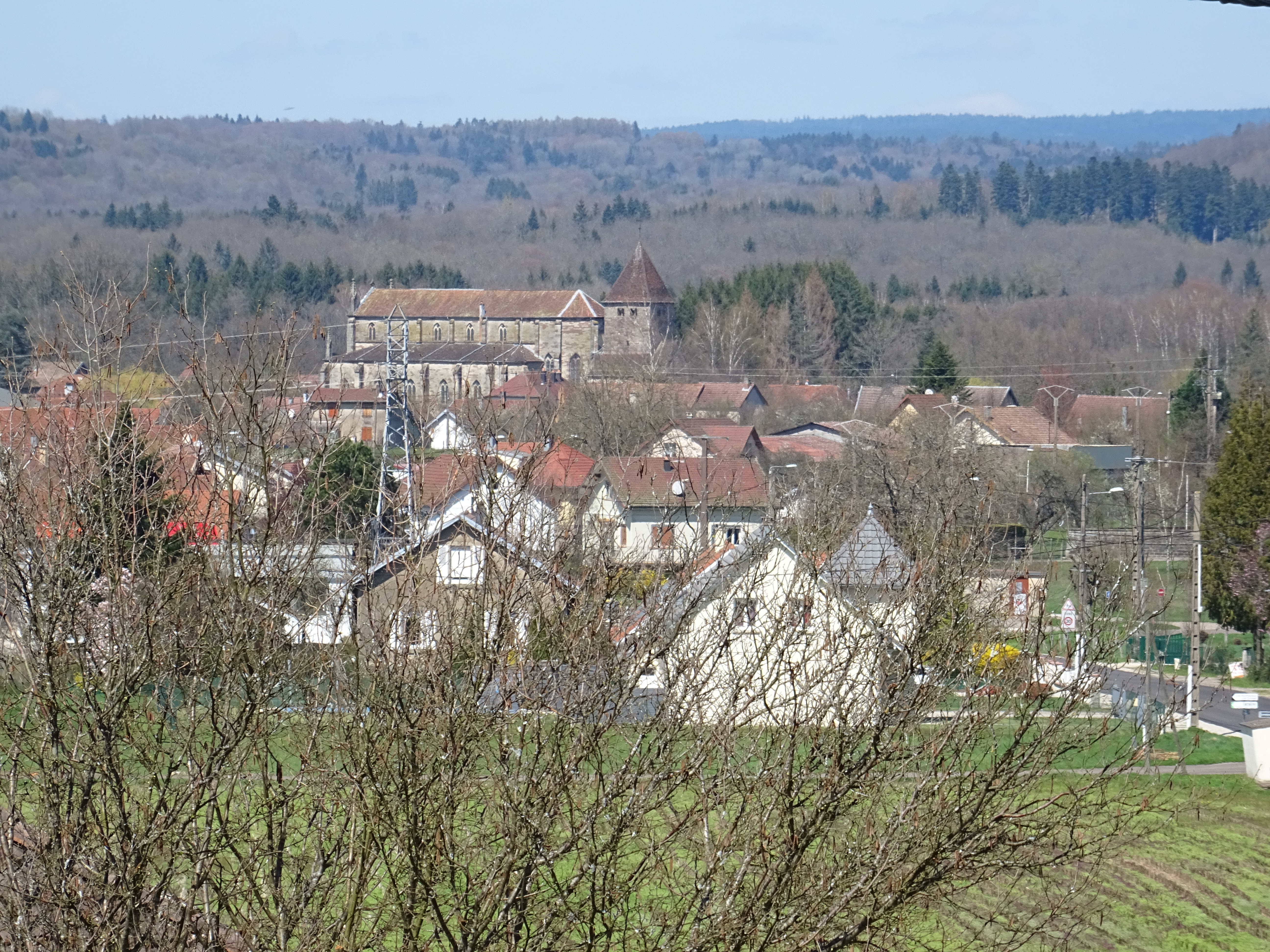
Vue générale du bourg.

Mélisey est un bourg dont l'habitat est concentré dans la plaine défrichée où s'écoule l'Ognon. Il est particulièrement dense autour du centre historique, du centre-ville et le long des départementales qui traversent la commune. Le reste de l'habitat est disséminé dans la zone boisée autour des collines et des étangs. Les principaux hameaux sont les Gouttes et les Guidons.

Développement urbain de Mélisey, Saint-Barthélemy et Montessaux.

### Logement
En 2016, le nombre total de logements à Mélisey était de 1 011 dont 832 résidences principales, 78 résidences secondaires et logements occasionnels et 101 logements vacants. La commune totalisait 784 maisons et 217 appartements.
La proportion des résidences principales, propriétés de leurs occupants était de 66,5 %, en 2016. Il existe 105 logements HLM sur la commune soit 12,6 % des logements.
Le camping de la Bergeraine est connu pour être le moins cher de France.

### Projet d'aménagement
La commune dispose d'un plan local d'urbanisme (PLU) et fait partie du schéma de cohérence territoriale (SCOT) du pays des Vosges saônoises, un projet de territoire visant à mettre en cohérence l'ensemble des politiques sectorielles, notamment en matière d’habitat, de mobilité, d’aménagement commercial, d’environnement et de paysage.
Avant son intégration en 2017 à communauté de communes des mille étangs, la communauté de communes de la Haute Vallée de l'Ognon avait mis en place une démarche Plan Paysage en 2007 à l'issue d'un diagnostic dans le but gérer le paysage à l'échelle intercommunale (espaces agricoles, forestiers et urbanisés) et de sensibiliser le grand public.

### Risques naturels et technologiques
La commune est installée sur une zone sismique de niveau 3. Il existe des risques d'inondation.

## Toponymie

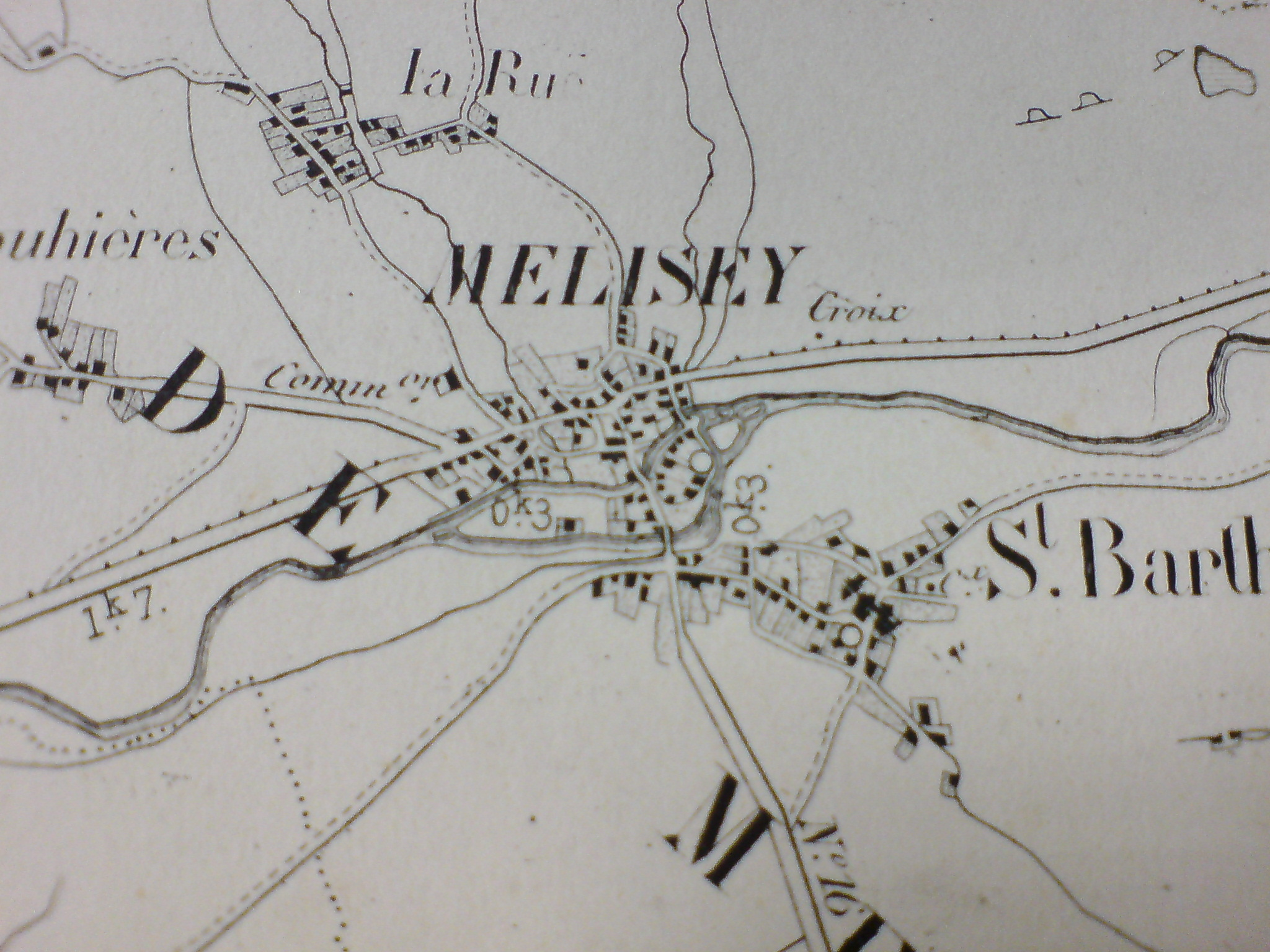
Mélisey sur une carte de l'Atlas cantonal, 1858.

Le nom de la localité est attesté sous les formes Milysiaco au XIIe siècle, Miliseyaco en 1209, Meleses en 1275, puis Melisey ou Melesey au XIIIe siècle. Il s'agit d'une formation toponymique gauloise ou gallo-romaine en (-i)acum, suffixe d'origine gauloise de localisation et d'appartenance, précédé de l'anthroponyme roman Milseius.

## Histoire

### Du Moyen Âge aux temps modernes
Dans le chevet d'architecture romane de l'église Saints-Pierre-et-Paul, des fouilles archéologiques réalisées entre 1989 et 1990 ont permis de découvrir deux sarcophages monolithiques du VIIIe siècle.
En 1333, le bailliage d'Amont, l'un des trois bailliages de Franche-Comté, ayant pour capitale Vesoul, est créé par Philippe VI de France. Le territoire de Mélisey y est rattaché. En 1493, à la Renaissance, le village et toute la Franche-Comté appartiennent à l'Empire germanique des Habsbourg d'Espagne.
Le château de Mélisey (situé à Saint-Barthélemy) est mentionné en 1339.
Durant la Guerre de Trente Ans, une bataille opposera les troupes de Charles IV aux Français du 20 au 24 mai 1635. Cette bataille se soldera par la défaite des Lorrains.
En 1642, le château, qui appartient à une branche de la famille de Grammont, est assiégé par le gouverneur de Belfort ; ce dernier renonce à la suite de l'arrivée des renforts. Dès le XVe siècle, le bourg devient un important centre de commerce et d'échange, notamment avec la tenue de cinq foires annuelles et d'un marché hebdomadaire. Ces manifestations sont toujours actives en 1705. En 1678, la Franche-Comté redevient française par le traité de Nimègue signé à l'issue de la Guerre de Hollande.

### Époque contemporaine

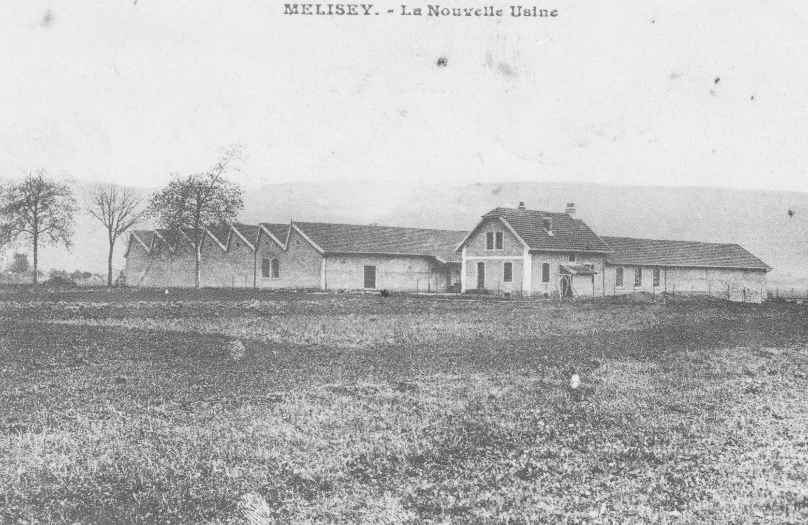
Usine de Mélisey au début du XXe siècle.

#### Industrialisation
La commune est particulièrement industrialisée au milieu du XIXe siècle et compte une filature de laine, un tissage de coton, trois moulins à blé, deux moulins à foulon, une fabrique à droguet, une brasserie, trois huileries et trois teintureries. Deux tourbières sont exploitées pour le chauffage des habitations. L'industrie textile représente l’essentiel de l'activité. En effet, elle se développe fortement dans les vallées des Vosges saônoises à cette époque grâce à la mécanisation rendue possible par la force motrice d'abord fournie par les cours d'eau. L'industrialisation s'accentue à partir de 1872, à la suite de l'accueil des Alsaciens fuyant l’annexion de l’Alsace-Lorraine. Cette industrie va prospérer jusqu’au milieu du XXe siècle avant de lentement décliner. Cette période correspond d'un manière générale à un âge d'or du département.
Le village compte de nombreux mineurs travaillant aux houillères de Ronchamp entre le XVIIIe et le XXe siècle. Il fait alors partie du territoire du bassin minier. La concession de Saint-Germain d'une superficie de 5 308 ha est accordée en mai 1914 pour l'exploitation de la houille. Mais il n'y a aucune extraction de charbon, retardée par les guerres mondiales, les crises du charbon et l'incertitude sur la rentabilité de son exploitation,.

#### Libération
Lors de la Libération, Mélisey et d'autres villages voisins sont le théâtre de violents combats qui commencent le 25 septembre 1944, la défense allemande étant plus concentrée à l'entrée de la Trouée de Belfort. La commune est libérée le 4 octobre 1944 par le 3e régiment de zouaves appuyé par l'escadron de Charnace et le peloton de mortier Eyrin,.

#### Depuis la Libération
En 1986, les parties romanes de l'église Saints-Pierre-et-Paul (travée de chœur, clocher, chevet) sont classées au titre des monuments historiques.

## Politique et administration

### Tendances politiques et résultats
Au référendum sur le traité constitutionnel pour l'Europe du 29 mai 2005, le pourcentage d'habitants de Mélisey qui ont voté contre le projet de Constitution européenne est de 73,59 %, soit bien plus que la moyenne nationale de 54,67 %.
À l'élection présidentielle française de 2007, le premier tour a vu se démarquer Ségolène Royal (PS) avec 30,18 % des votes et qui récolte 50,62 % au second tour contre 49,38 % pour Nicolas Sarkozy (UMP). À l'élection présidentielle française de 2012, c'est François Hollande (PS) qui arrive en tête avec 31,97 % des suffrages exprimés, suivie de Marine Le Pen (FN) qui totalise 23,45 %. Au second tour, François Hollande obtient 57 % des suffrages exprimés.
Lors de l'élection présidentielle française de 2017, le premier tour voit se démarquer Marine Le Pen (FN) avec 34,82 %. Au second tour, cette dernière récolte 53,57 % des votes contre 46,63 % pour Emmanuel Macron (EM) qui remporte l'élection à l'échelle nationale.

### Administration municipale

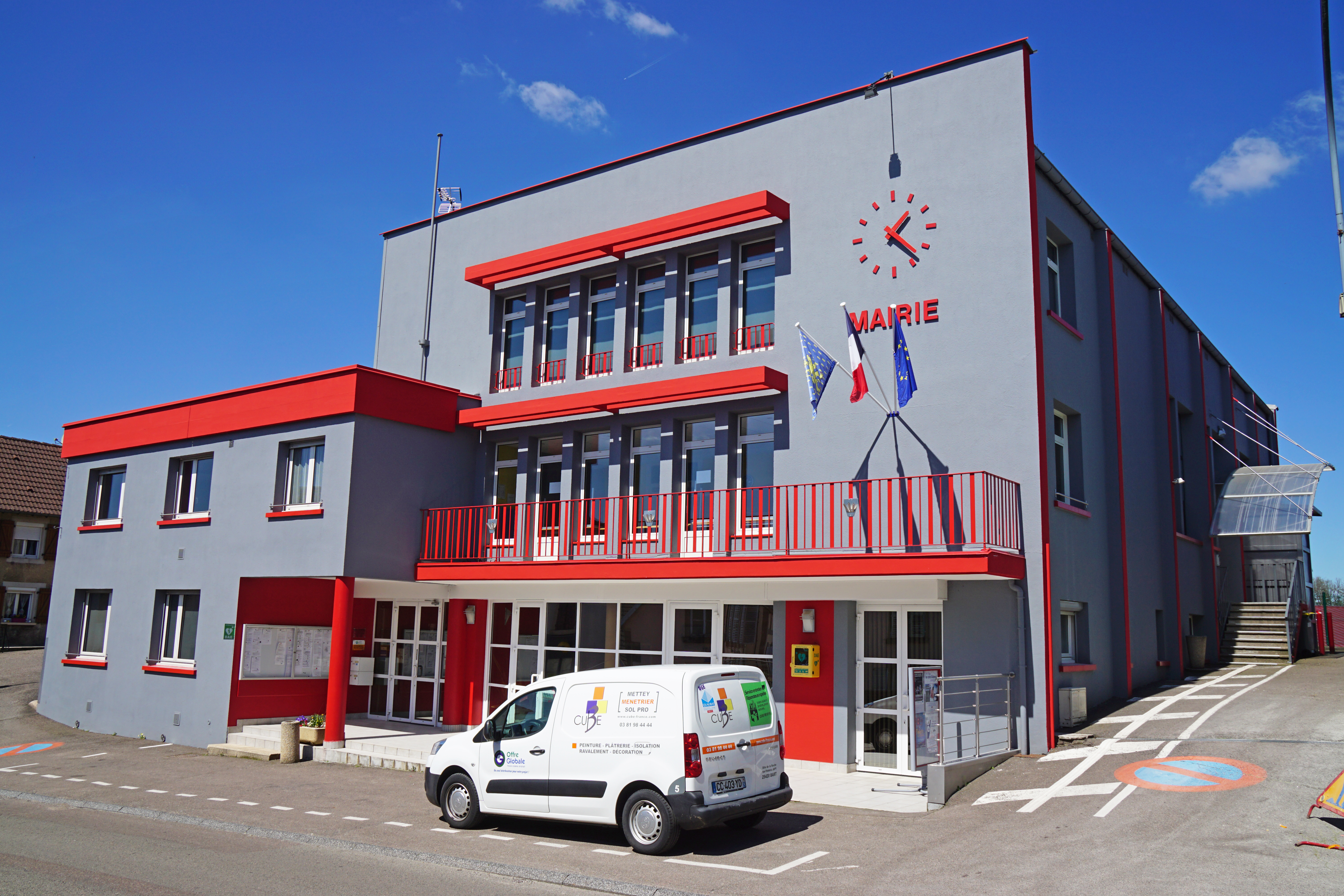
La mairie de Mélisey.

Le nombre d'habitants au dernier recensement étant compris entre 1 500 et 2 499, le nombre de membres du conseil municipal est de 19 ; il n'y a pas de groupe d’opposition.

### Liste des maires
| Période                                  | Période                   | Identité          | Étiquette    | Qualité |
| ---------------------------------------- | ------------------------- | ----------------- | ------------ | --- |
| Les données manquantes sont à compléter. |                           |                   |              | |
|                                          |                           | M. Richard        |              | Conseiller général de Mélisey (1848 → 1871)                                                                            |
|                                          |                           | Théodore Grosjean | Républicain  | Conseiller général de Mélisey (1886 → 1898)                                                                            |
|                                          |                           | Alphonse Hermann  | Rad.ind.     | Conseiller général de Mélisey (1927 → 1934)                                                                            |
| Les données manquantes sont à compléter. |                           |                   |              | |
|                                          | mars 1977                 | Nicolas Thiault   |              | |
| mars 1977                                | mars 2008                 | Rose-Marie Daviot | MRG puis PRG | Conseiller général de Mélisey (1970 → 2015) Vice-présidente du conseil général[Quand ?]                                |
| mars 2008                                | En cours (au 28 mai 2020) | Régis Pinot       | PRG          | Responsable funéraire Président de la CCHVO (2014 → 2017) Président de la CCME (2017 →) Réélu pour le mandat 2020-2026 |

### Rattachements administratifs et électoraux

Carte départementale représentant en rouge la communauté de communes des mille étangs.

La commune fait partie de l'arrondissement de Lure du département de la Haute-Saône en région Bourgogne-Franche-Comté. Pour l'élection des députés, elle dépend de la deuxième circonscription de la Haute-Saône.
Elle était depuis 1793 le chef-lieu du canton de Mélisey. Dans le cadre du redécoupage cantonal de 2014 en France, ce canton s'est agrandi, passant de 13 à 34 communes. La commune en est désormais le bureau centralisateur.
De 2004 à 2016, Mélisey est le siège de la communauté de communes de la Haute Vallée de l'Ognon, intercommunalité créée au 1er janvier 2004. Le 1er janvier 2017, elle devient le siège de la communauté de communes des mille étangs, après la réorganisation des territoires dans le cadre de la loi NOTRe.

### Politique environnementale

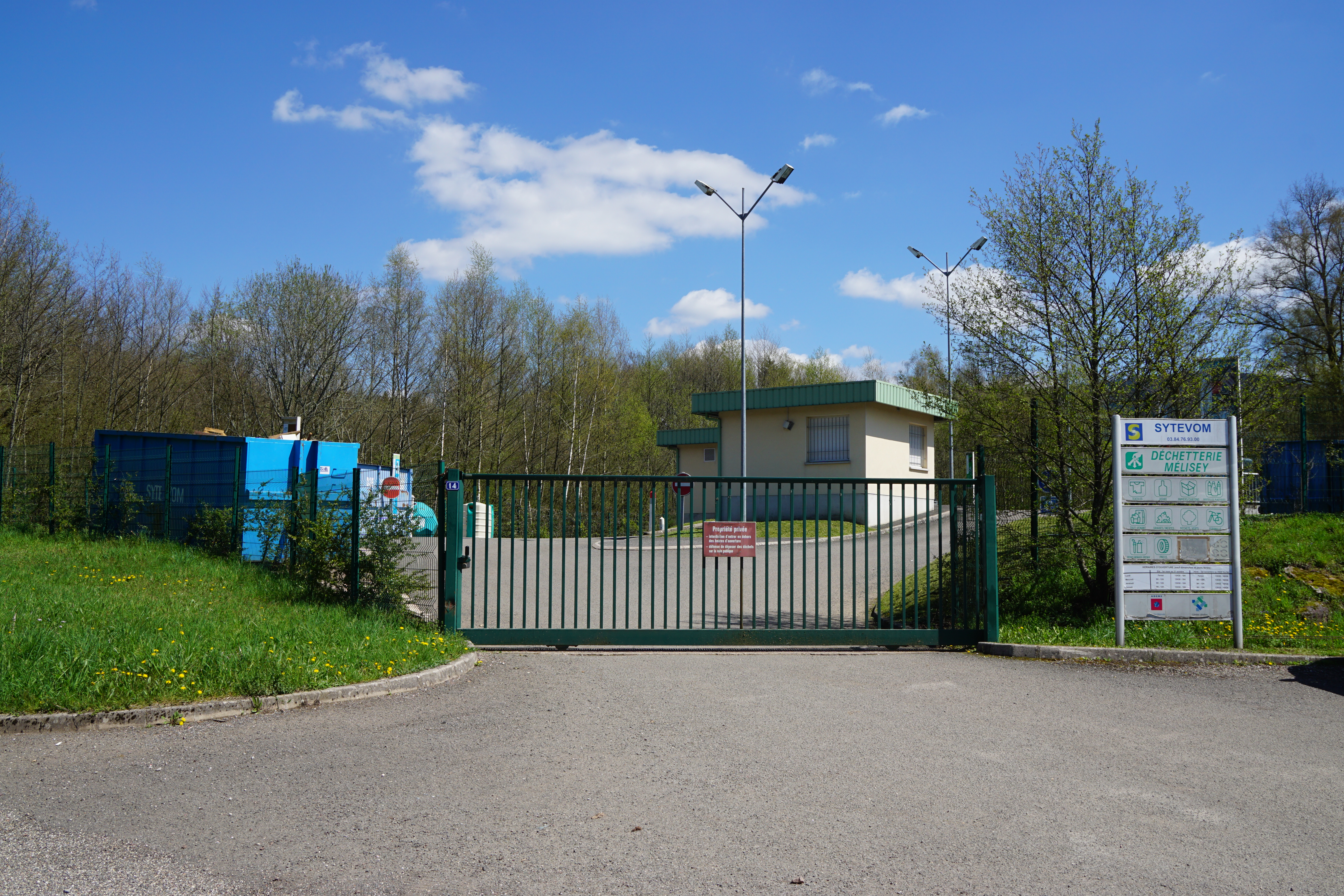
La déchèterie de Mélisey.

La collecte et le traitement des ordures ménagères (OM) sont prises en charge par la communauté de communes. Une déchèterie est installée au nord du centre. La municipalité a installé des bacs de regroupement en divers point du territoire communal. Mélisey compte trois points d'apport volontaire (PAV) pour le tri des déchets.
L'eau potable est distribuée par le Syndicat intercommunal des eaux mont de Vannes.

### Finances locales
En 2015, les finances communales était constituées ainsi :
- total des produits de fonctionnement : 1 661 000 €, soit 972 € par habitant ;
- total des charges de fonctionnement : 1 271 000 €, soit 744 € par habitant ;
- total des ressources d’investissement : 625 000 €, soit 366 € par habitant ;
- total des emplois d’investissement : 345 000 €, soit 202 € par habitant ;
- endettement : 304 000 €, soit 178 € par habitant.

Avec les taux de fiscalité suivants :
- taxe d'habitation : 12,16 % ;
- taxe foncière sur le bâti : 11,97 % ;
- taxe foncière sur les propriétés non bâties : 40,05 % ;
- taxe additionnelle à la taxe foncière sur les propriétés non bâties : 58,19 % ;
- cotisation foncière des entreprises : 20,89 %.

### Jumelages
Au 9 septembre 2016, Mélisey n'a signé aucun jumelage.

## Population et société

### Démographie

#### Évolution démographique
L'évolution du nombre d'habitants est connue à travers les recensements de la population effectués dans la commune depuis 1793. Pour les communes de moins de 10 000 habitants, une enquête de recensement portant sur toute la population est réalisée tous les cinq ans, les populations de référence des années intermédiaires étant quant à elles estimées par interpolation ou extrapolation. Pour la commune, le premier recensement exhaustif entrant dans le cadre du nouveau dispositif a été réalisé en 2007.
En 2022, la commune comptait 1 643 habitants, en évolution de −2,2 % par rapport à 2016 (Haute-Saône : −1,4 %, France hors Mayotte : +2,11 %).
| 1793  | 1800  | 1806  | 1821  | 1831  | 1836  | 1841  | 1846  | 1851  |
| ----- | ----- | ----- | ----- | ----- | ----- | ----- | ----- | ----- |
| 1 537 | 1 499 | 1 739 | 1 753 | 2 240 | 2 253 | 2 359 | 2 389 | 2 376 |

| 1856  | 1861  | 1866  | 1872  | 1876  | 1881  | 1886  | 1891  | 1896  |
| ----- | ----- | ----- | ----- | ----- | ----- | ----- | ----- | ----- |
| 2 193 | 2 142 | 2 035 | 1 940 | 1 973 | 1 943 | 1 985 | 1 847 | 1 762 |

| 1901  | 1906  | 1911  | 1921  | 1926  | 1931  | 1936  | 1946  | 1954  |
| ----- | ----- | ----- | ----- | ----- | ----- | ----- | ----- | ----- |
| 1 614 | 1 652 | 1 578 | 1 504 | 1 633 | 1 588 | 1 533 | 1 558 | 1 591 |

| 1962  | 1968  | 1975  | 1982  | 1990  | 1999  | 2006  | 2007  | 2012  |
| ----- | ----- | ----- | ----- | ----- | ----- | ----- | ----- | ----- |
| 1 750 | 1 844 | 1 947 | 1 877 | 1 805 | 1 794 | 1 740 | 1 730 | 1 662 |

| 2017  | 2022  | - | - | - | - | - | - | - |
| ----- | ----- | - | - | - | - | - | - | - |
| 1 681 | 1 643 | - | - | - | - | - | - | - |

#### Pyramide des âges
En 2018, le taux de personnes d'un âge inférieur à 30 ans s'élève à 27,5 %, soit en dessous de la moyenne départementale (31,7 %). À l'inverse, le taux de personnes d'âge supérieur à 60 ans est de 35,3 % la même année, alors qu'il est de 29,7 % au niveau départemental.
En 2018, la commune comptait 801 hommes pour 867 femmes, soit un taux de 51,98 % de femmes, légèrement supérieur au taux départemental (50,77 %).
Les pyramides des âges de la commune et du département s'établissent comme suit.
| Hommes | Classe d’âge | Femmes |
| ------ | ------------ | ------ |
| 1,3    | 90 ou +      | 1,6    |
| 8,5    | 75-89 ans    | 13,7   |
| 23,0   | 60-74 ans    | 22,5   |
| 21,9   | 45-59 ans    | 22,4   |
| 15,9   | 30-44 ans    | 14,1   |
| 14,3   | 15-29 ans    | 13,1   |
| 15,2   | 0-14 ans     | 12,6   |

| Hommes | Classe d’âge | Femmes |
| ------ | ------------ | ------ |
| 0,7    | 90 ou +      | 1,9    |
| 8      | 75-89 ans    | 10,6   |
| 19,9   | 60-74 ans    | 20,4   |
| 21,4   | 45-59 ans    | 20,8   |
| 17,2   | 30-44 ans    | 16,7   |
| 15,3   | 15-29 ans    | 13,5   |
| 17,5   | 0-14 ans     | 16,1   |

### Enseignement
La commune dépend de l'académie de Besançon.
Le bourg possède une école maternelle et primaire avec un accueil périscolaire. La construction du nouveau collège des mille étangs, commencée fin 2005, s'est achevée en février 2007. Rénové, celui-ci comporte un hall intérieur et utilise des énergies renouvelables (telle la géothermie). Le collège dispose d'un gymnase appartenant à la communauté de communes des mille étangs et d'une cantine. Il accueille 412 élèves à la rentrée 2012. Pour la scolarisation des lycéens, le lycée Georges-Colomb de Lure est l'établissement le plus proche.
En ce qui concerne les études supérieures, les établissements les plus proches sont situés dans l'aire urbaine de Belfort-Montbéliard et à Vesoul.

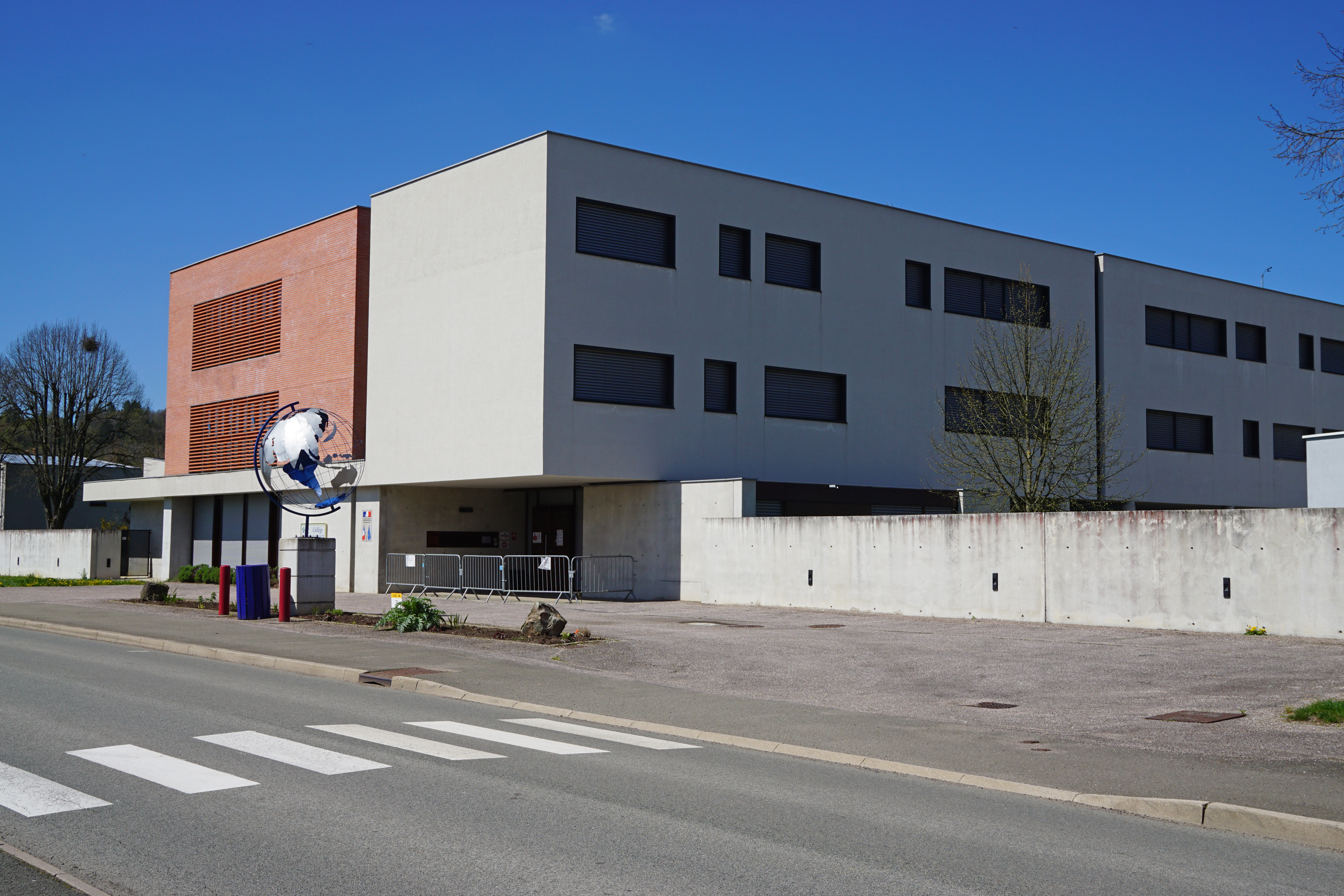
Le collège des mille étangs.
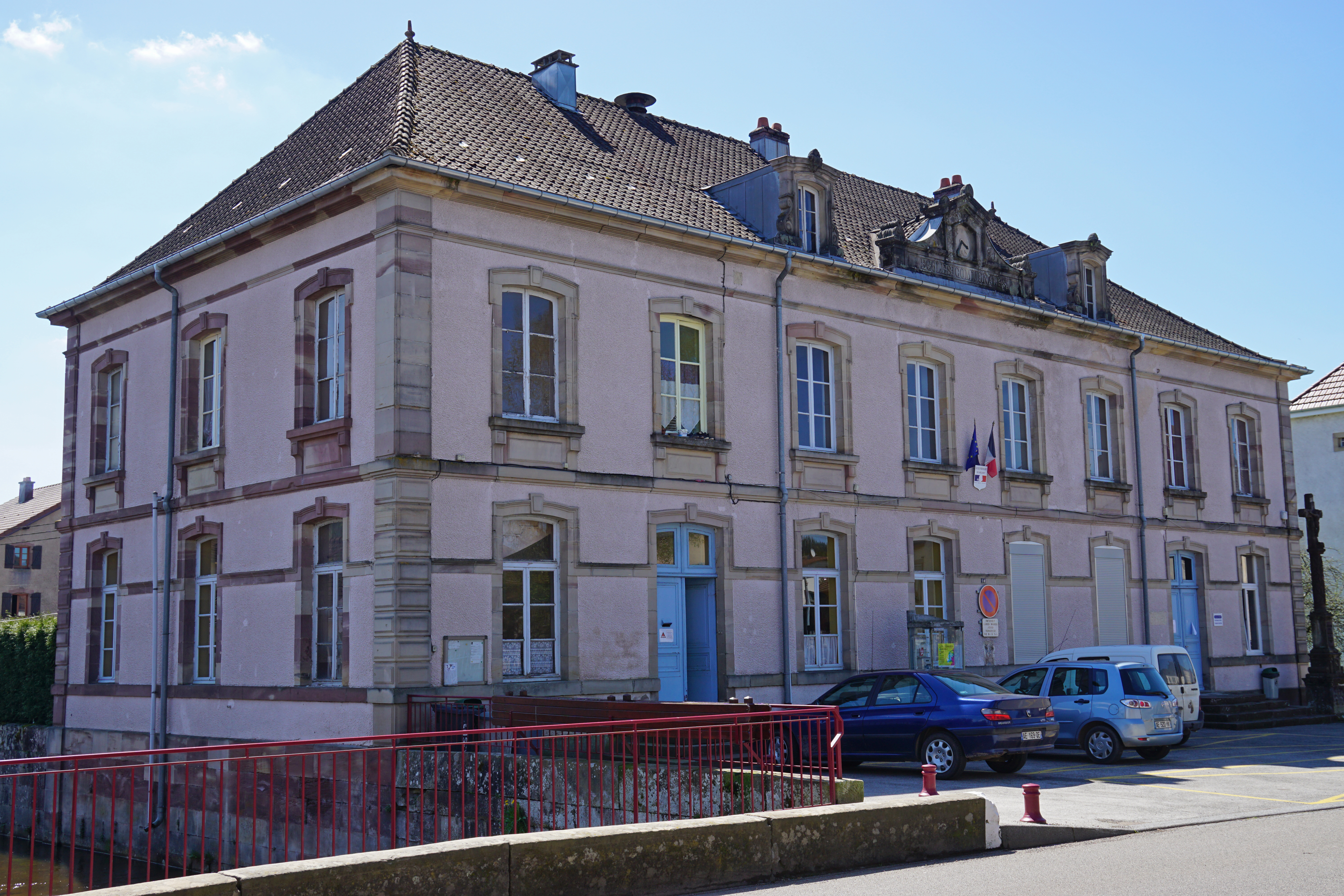
L'école (partie ancienne).
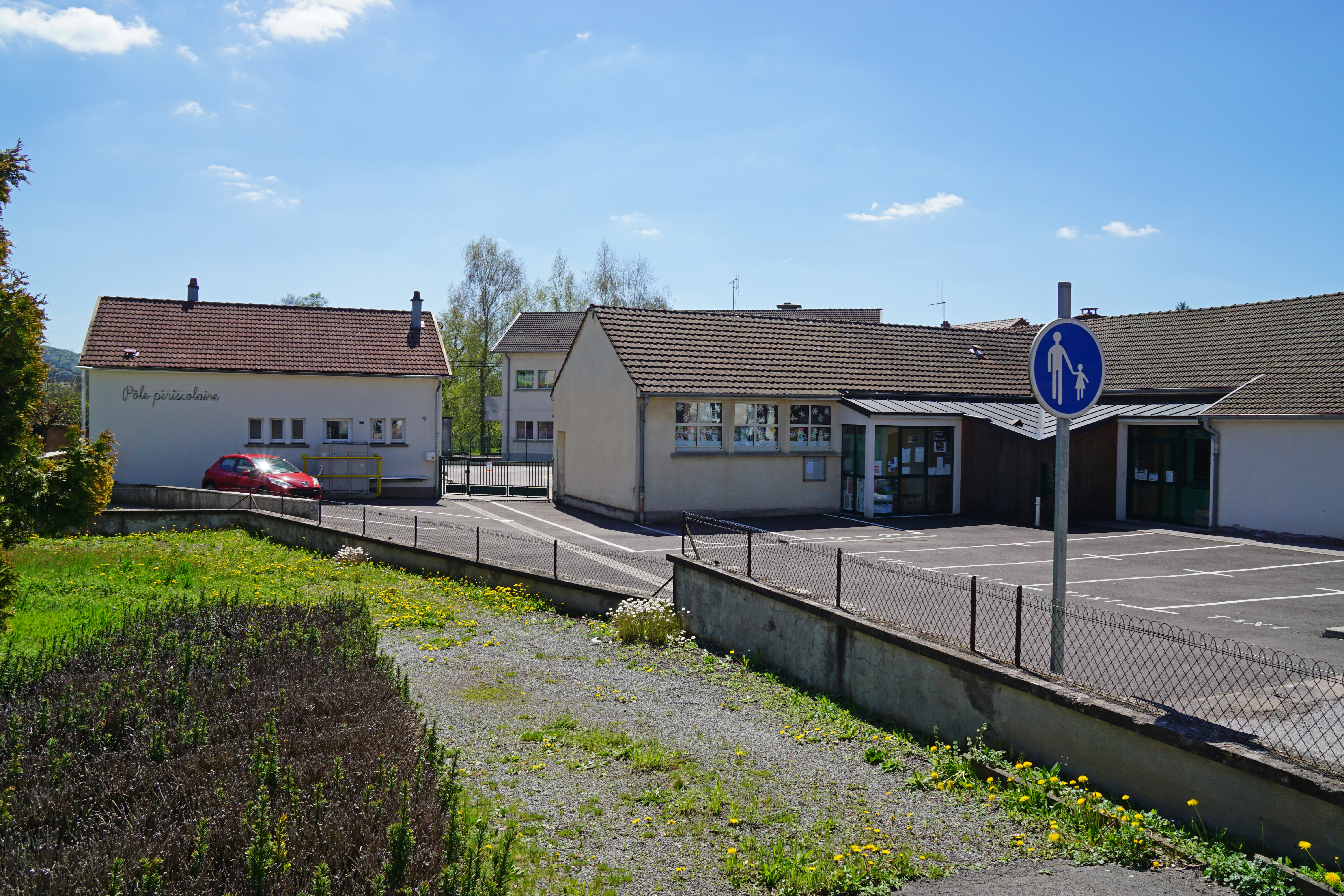
Le pôle périscolaire et l’extension de l'école.

### Santé
Concernant les services hospitaliers, l'hôpital le plus proche de Mélisey est celui de Lure, mais ses activités sont progressivement transférées au centre hospitalier de Vesoul, principal site du Groupe hospitalier de la Haute-Saône. Par ailleurs, l'Hôpital Nord Franche-Comté est implanté à mi-chemin entre les deux villes, à Trévenans.
Mélisey accueille également plusieurs professionnels de la santé en 2017 : quatre médecins généralistes, un chirurgien-dentiste, un kinésithérapeute, un podologue, des infirmiers, deux pharmacies et une société d'ambulance privée.

### Services
Les services publics comprennent une bibliothèque, une maison des services, un bureau de poste, une brigade de proximité de gendarmerie, une plateforme courrier de La Poste, une salle des fêtes et un garage des véhicules d'incendie et de secours. Une Maison de services au public (MSAP) et une salle multiculturelle et de convivialité sont en cours d’aménagement dans l'ancien presbytère pour une ouverture prévue début 2021. Une maison de santé est en construction acôté du local des pompiers et doit ouvrir en mai ou juin 2020.
Les autres services publics sont disponibles à Lure, où l'on trouve notamment les services sociaux locaux du conseil départemental et une de ses antennes techniques routières, Pôle emploi, EDF, les services fiscaux et cadastraux, une brigade territoriale de gendarmerie et un tribunal de proximité.
Par ailleurs, la commune accueille l'office de tourisme intercommunal de la communauté de communes des mille étangs (anciennement de la Haute Vallée de l'Ognon), dans l'ancienne gare des chemins de fer vicinaux de Haute-Saône.

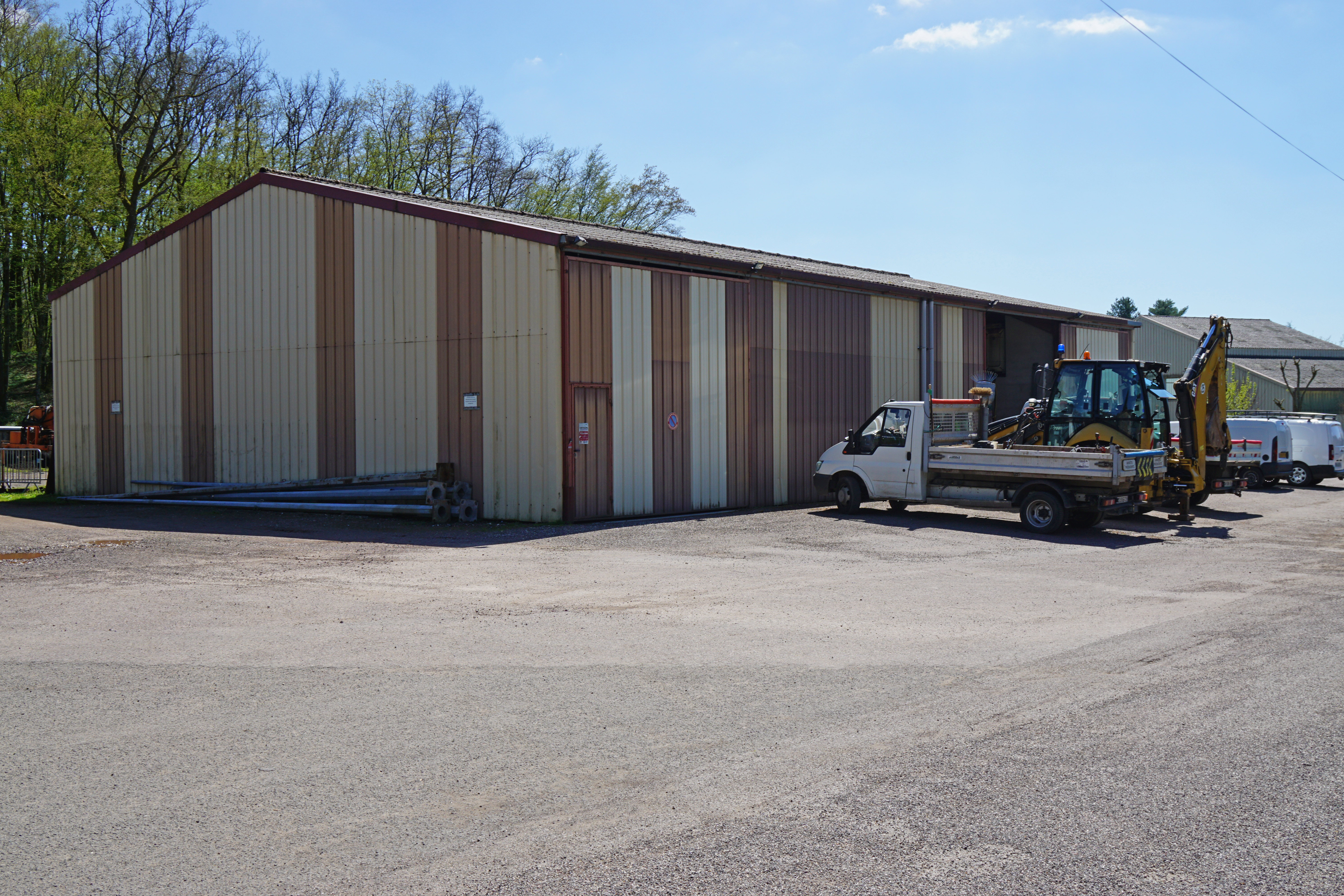
Les ateliers municipaux.
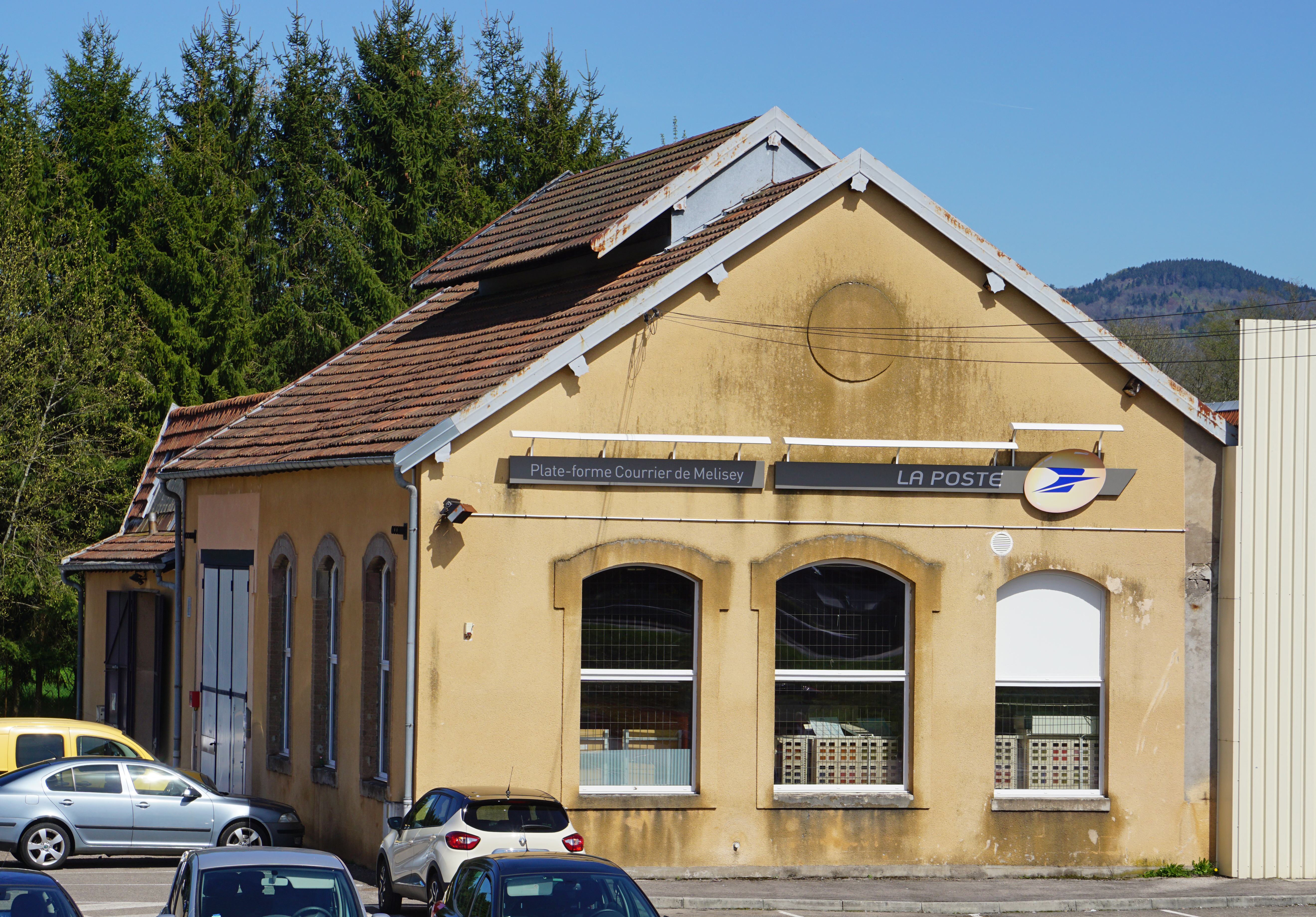
La plateforme courrier.
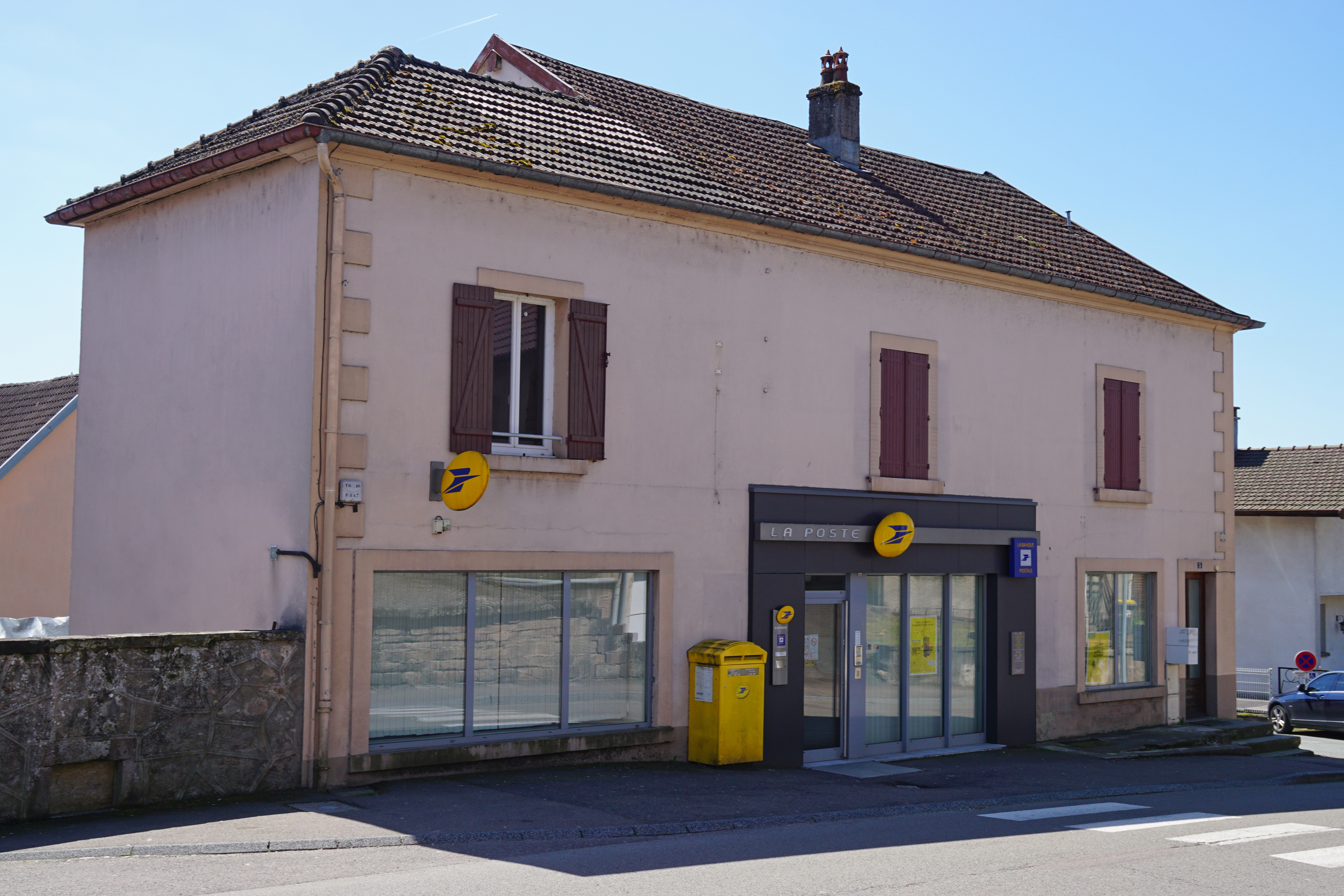
Le bureau de poste.
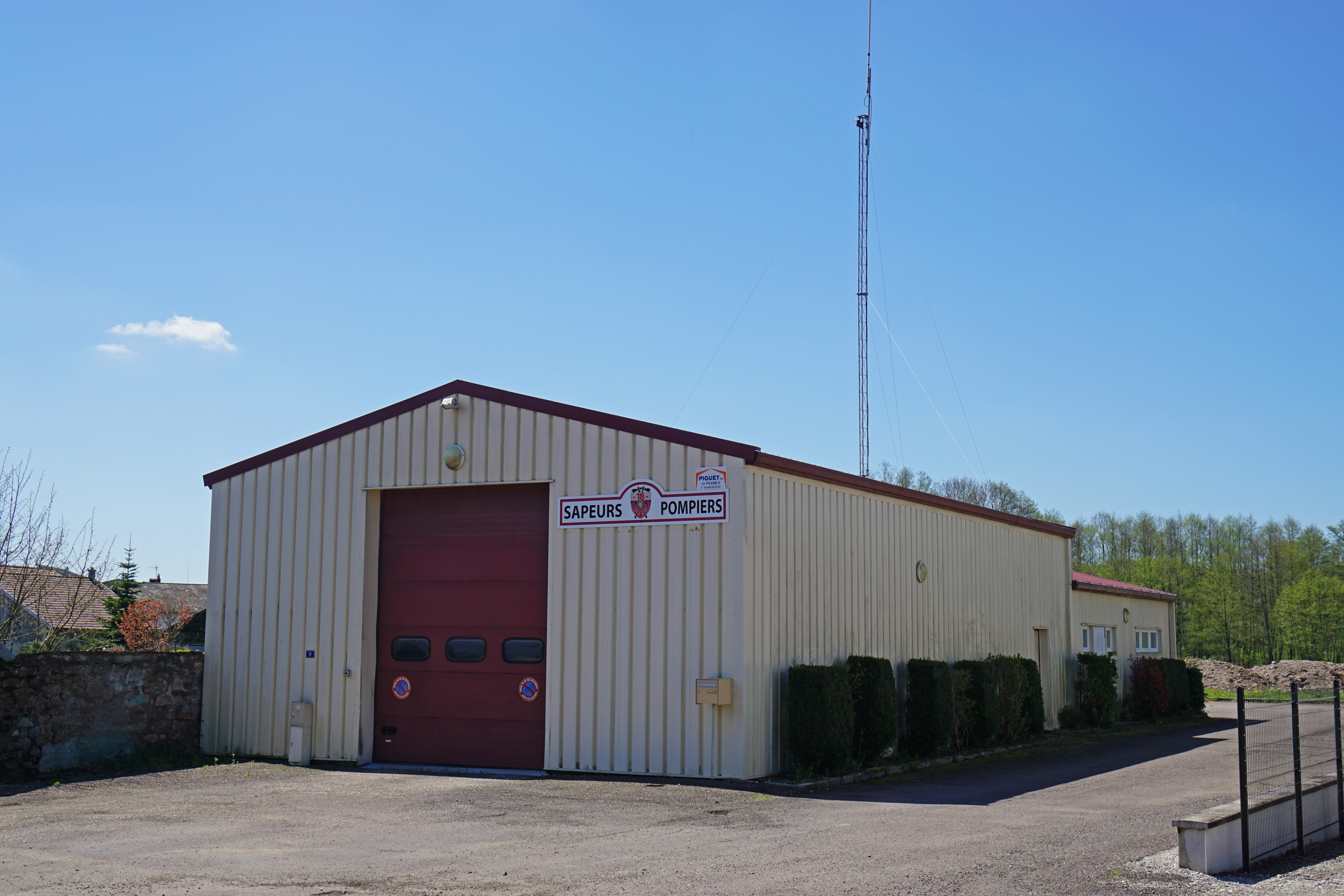
Le local des pompiers.
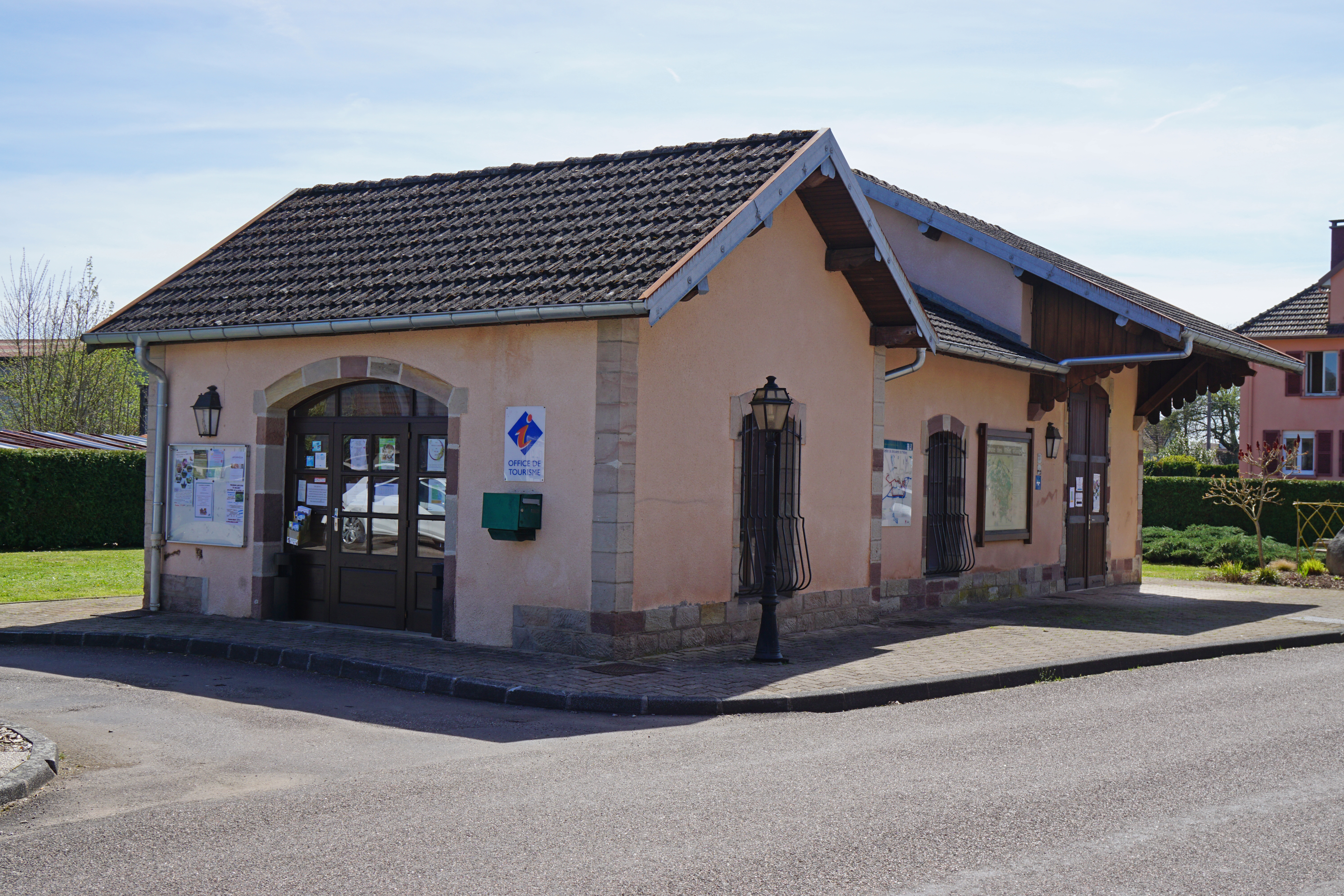
L'office de tourisme.

### Instances administratives et judiciaires
La commune de Mélisey dépend du tribunal judiciaire de Vesoul, du tribunal de proximité de Lure, du tribunal de commerce de Vesoul, du tribunal paritaire des baux ruraux de Lure, du conseil de prud'hommes de Lure et de la cour d'assises de Vesoul. De plus, le village est dépendant du tribunal administratif et de la cour d'appel de Besançon ainsi que de la cour administrative d'appel de Nancy,.

### Sports
La zone de loisirs de la Praille est un espace de sport et de détente situé au pied des Vosges saônoises, le long de l'Ognon. Elle est équipée d'aires de pique-nique, de terrains de volley et de basket, de sentiers de promenades, de jeux pour enfants, d'une piscine en plein air (ouverte en été uniquement) et d'un minigolf.

La zone de loisirs de la Praille.
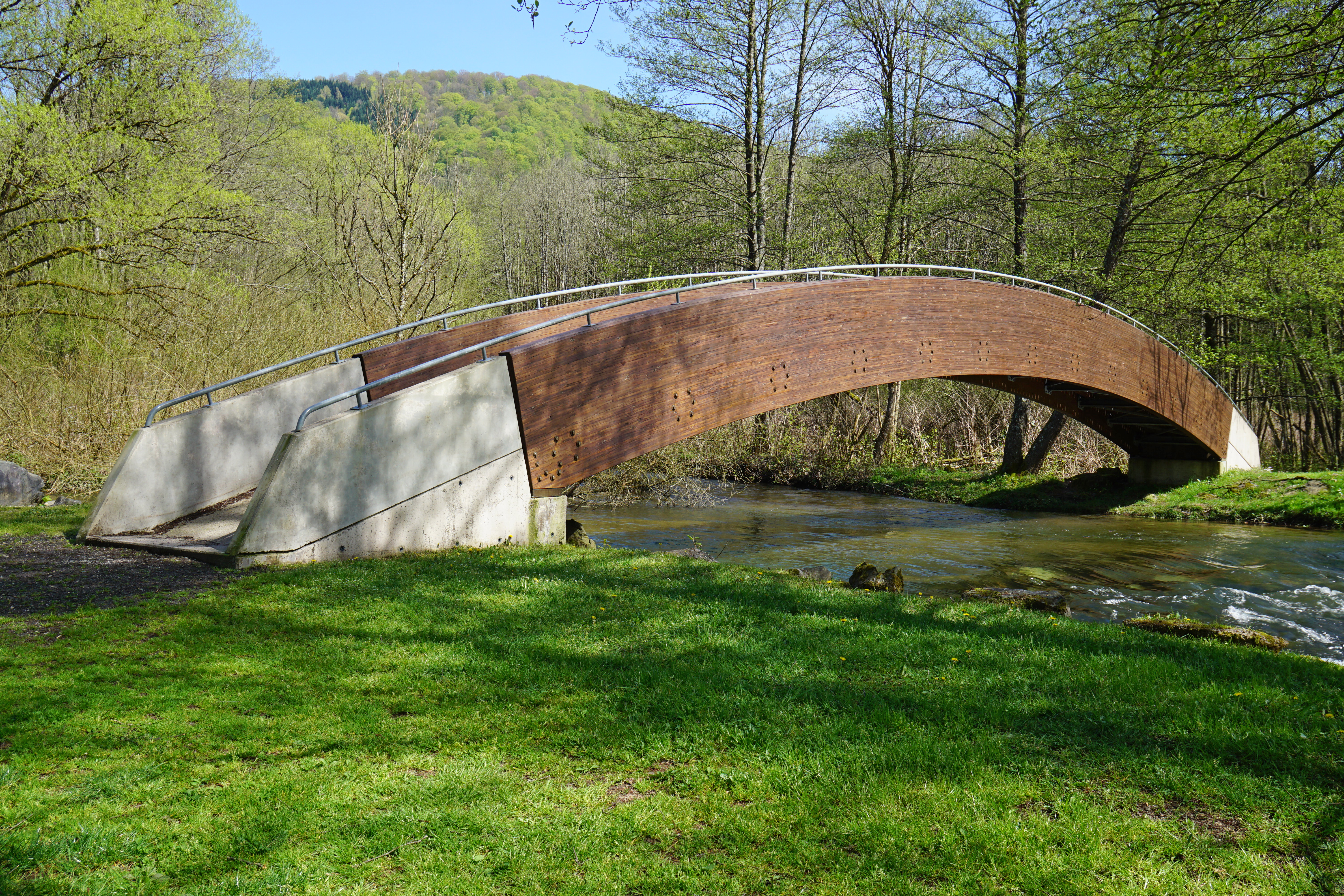
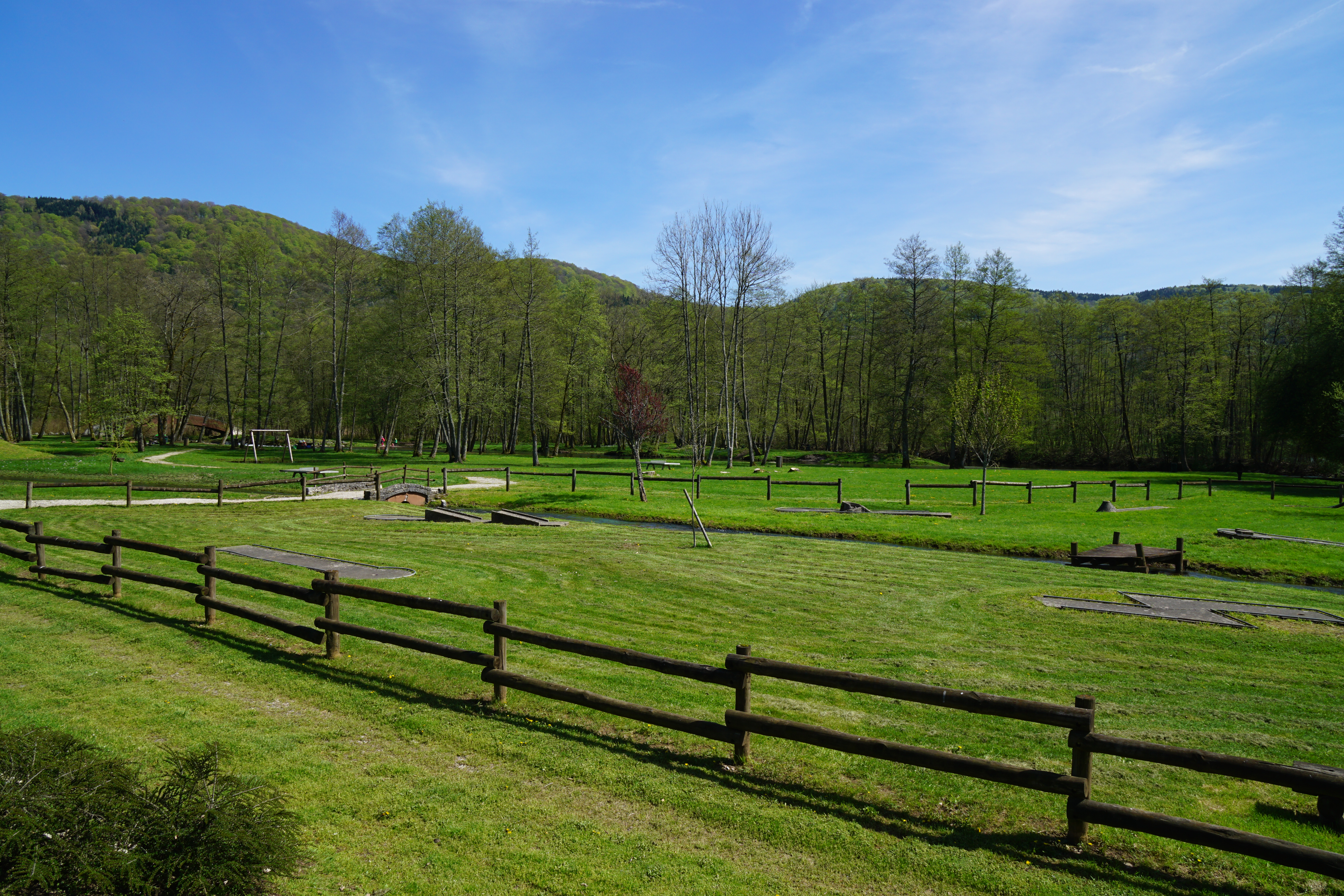
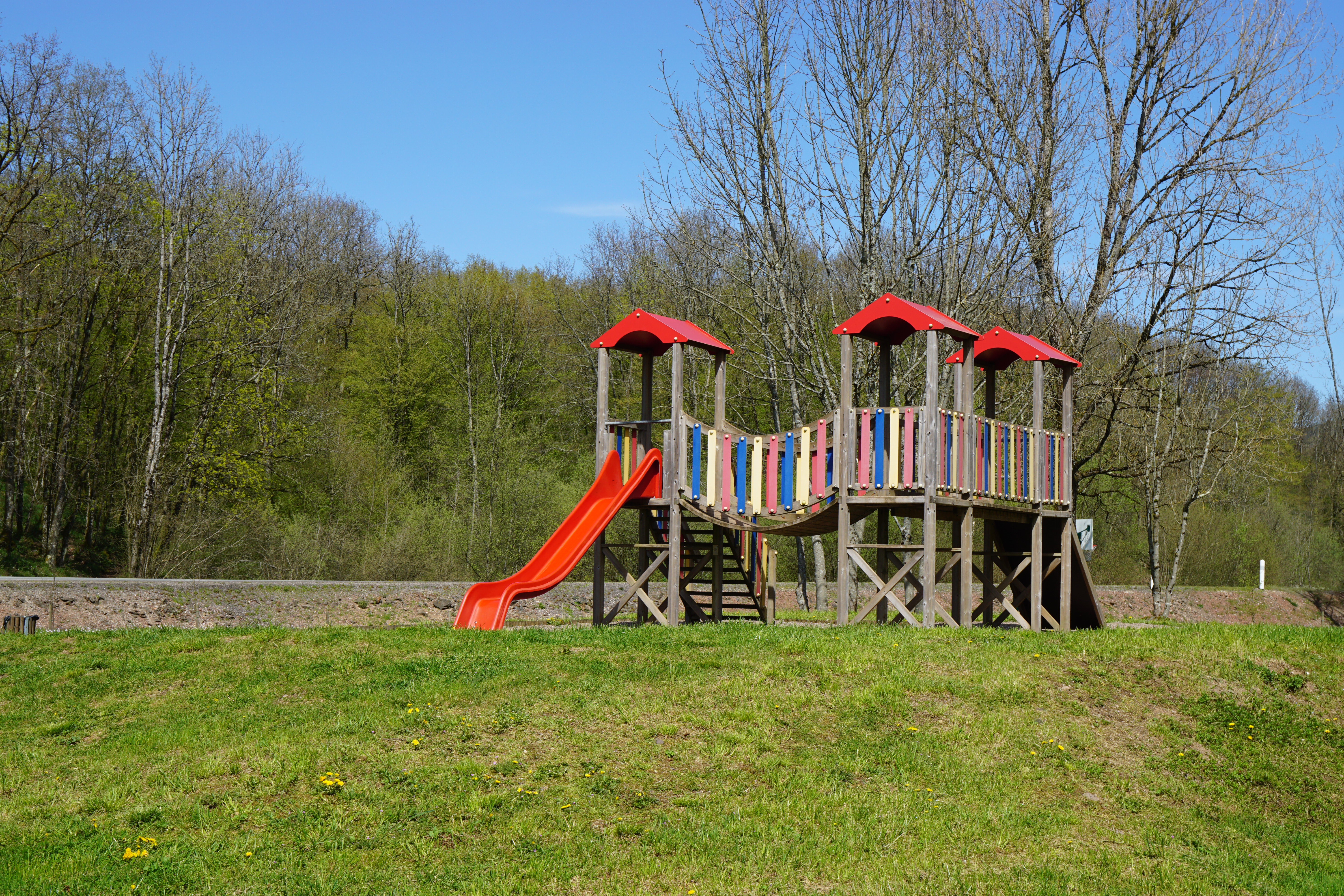

De façon plus classique, la commune dispose de deux terrains de football, d'une piscine, d'un centre équestre avec manège, d'un court de tennis, d'une piste d'athlétisme, d'un gymnase avec mur d'escalade, d'un plateau d'éducation physique et sportive (EPS), d'un skatepark, d'un terrain de beach-volley et d'un terrain de pétanque.

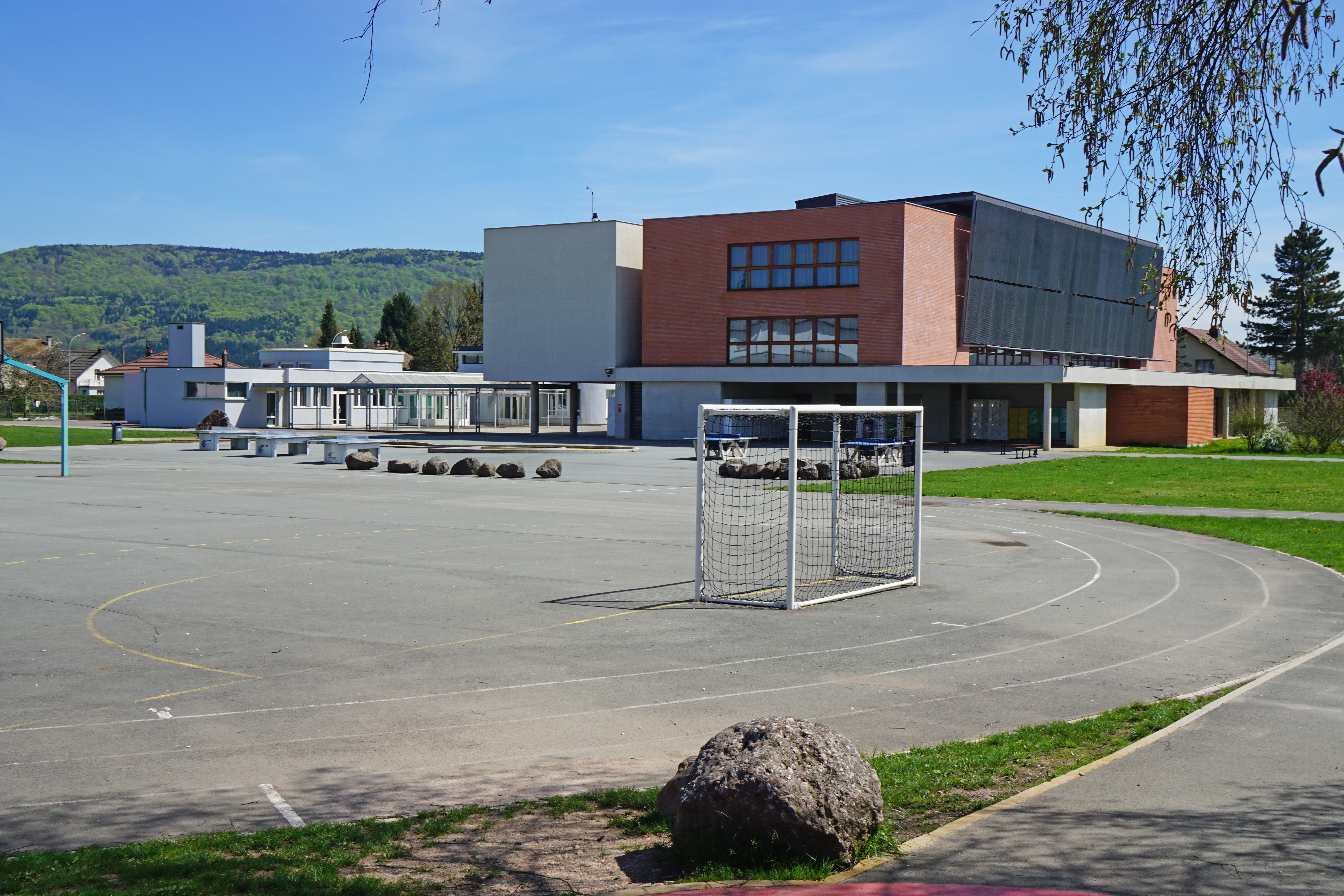
Le terrain de sport du collège.
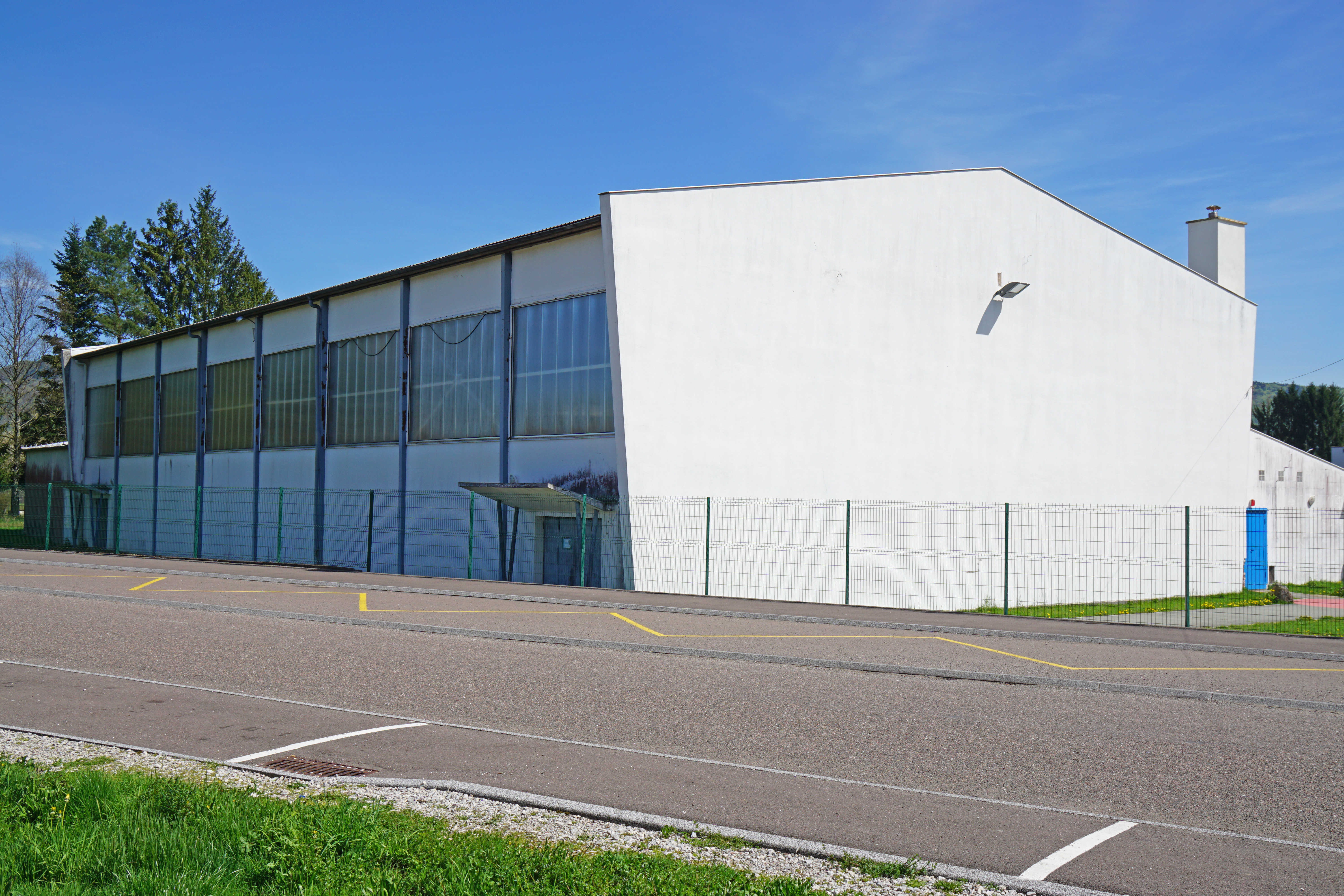
Le gymnase.
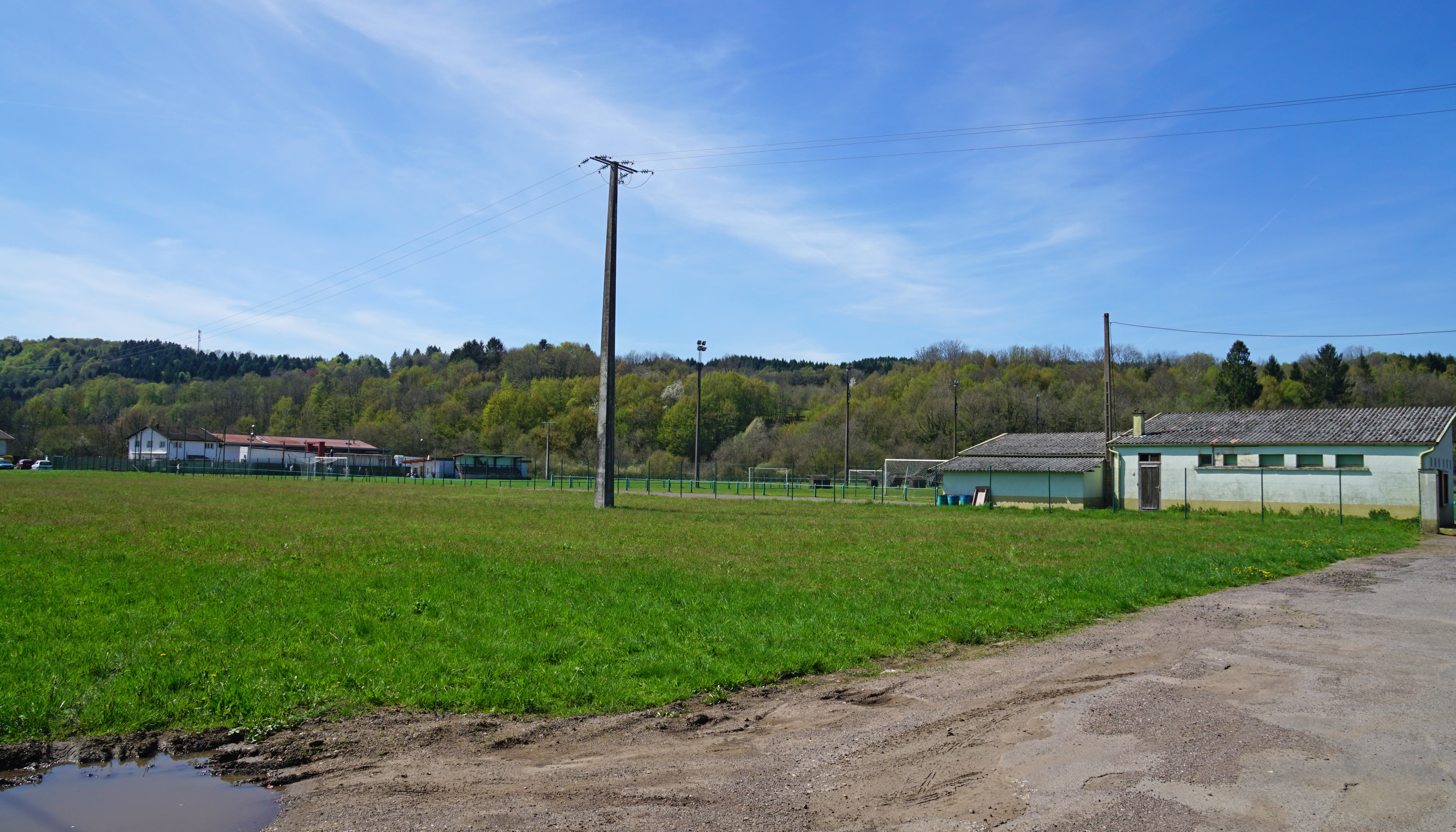
Les deux stades de football.

De nombreux sentiers de randonnée ont été aménagés à Mélisey et dans les environs. Ils sont praticables toute l'année à pied, à cheval, à VTT et même en raquette pour certains. Le sentier de découverte « Au bord de l'Eau » permet en outre de découvrir les anciens moulins, usines, tissages, calvaires et lavoir de Mélisey.

### Médias
La presse écrite est représentée par le quotidien régional L'Est républicain ainsi que par le journal hebdomadaire Les Affiches de la Haute-Saône. La ville est couverte par les programmes de France 3 Franche-Comté.

### Cultes
Mélisey est le chef-lieu d'une unité pastorale faisant partie du doyenné de Lure, qui dépend de l'archidiocèse de Besançon. La commune dispose d'une église catholique : l'église Saints-Pierre-et-Paul.

## Économie

### Revenus de la population et fiscalité
En 2016, la commune compte 805 foyers fiscaux. Le revenu fiscal médian par ménage était alors de 18 909 € en dessous de la moyenne départementale de 19 747 €.

### Emploi

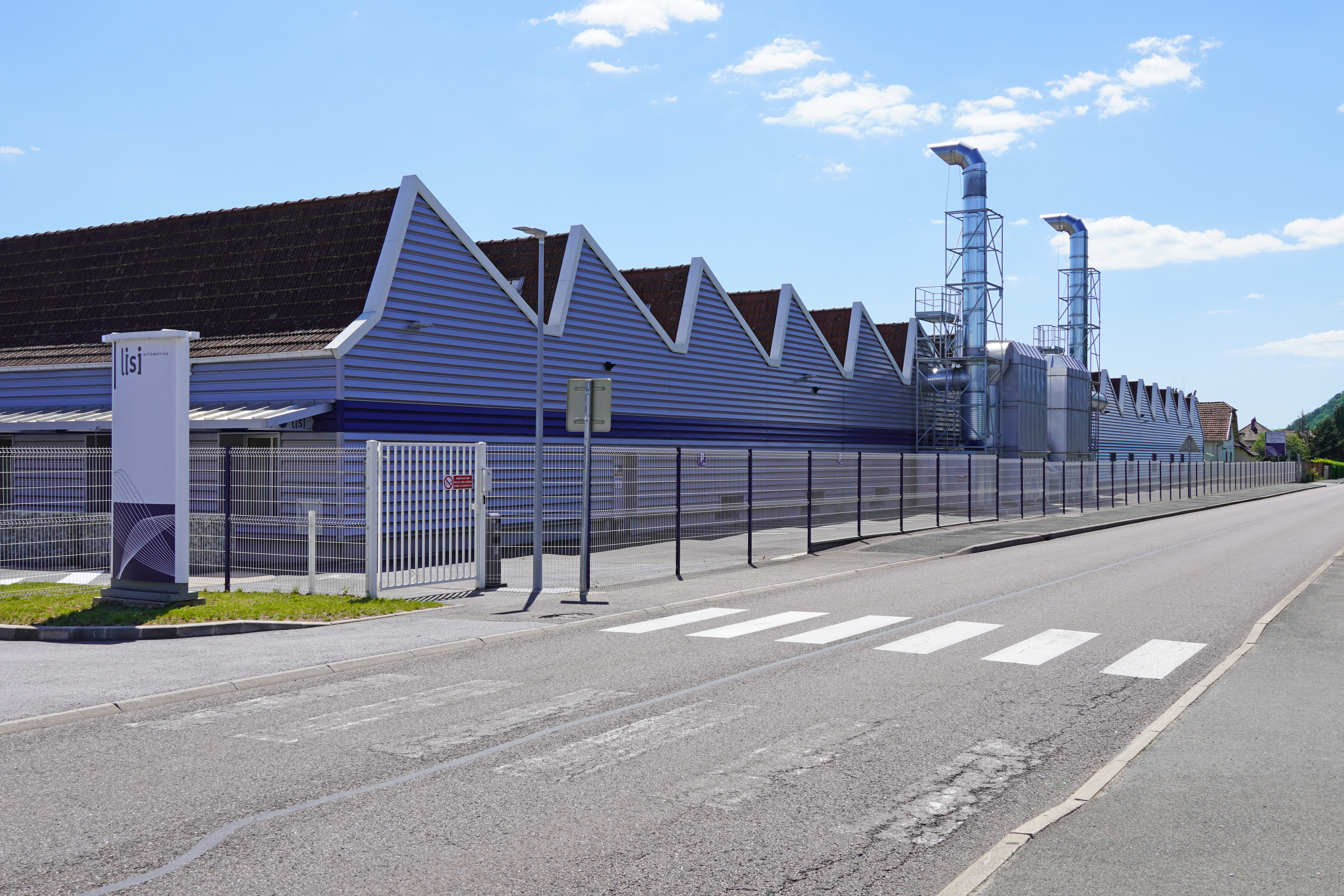
L'usine de Lisi Automotive.

En 2016, la population âgée de 15 à 64 ans s'élevait à 1 005 personnes, parmi lesquelles on comptait 74,1 % d'actifs dont 61,5 % ayant un emploi et 12,6 % de chômeurs contre 9,5 % en 2011.
On comptait 762 emplois proposés dans la zone d'emploi, chiffre en hausse par rapport à 2011. Le nombre d'actifs ayant un emploi résidant dans la zone d'emploi étant de 627. L'indicateur de concentration d'emploi est de 121,5.
Le taux d'activité parmi les 15 ans ou plus a atteint 51,6 % en 2013.
Lisi Automotive est le principal employeur de la commune avec 262 emplois en 2014.

### Entreprises et commerces
L'activité communale est essentiellement orientée vers l'agriculture (polyélevage d'herbivores) et l'exploitation forestière.
Au 31 décembre 2015, Mélisey comptait 149 établissements dont 8 dans l'agriculture, 10 dans l'industrie, 15 dans la construction, 94 dans le commerce-transports-services divers et 22 relatifs au secteur administratif. En 2018, onze entreprises ont été créées à Mélisey, toute sous le régime auto-entrepreneur.
L'économie de la commune est liée à la ville de Lure, où une partie de la population travaille. 10 à 18 % de la population sont employés à Belfort, Sochaux ou Montbéliard. Ce pôle urbain offre de nombreux emplois ; il est rapidement accessible via un réseau routier dense.

## Culture locale et patrimoine

Localisation des monuments historiques et des édifices remarquables de Mélisey :
: église Saints-Pierre-et-Paul ;
: moulin Bégeot ;
: zone de loisirs de la Praille ;
: monument aux morts ;
: stèle FFI ;
: monument aux morts (guerre de 1870) ;
: office de tourisme.

### Lieux et monuments
L'église Saints-Pierre-et-Paul est classée au titre des monuments historiques. La partie médiévale, construite aux XIe et XIIe siècles, renferme deux sarcophages monolithiques, mis au jour au cours de fouilles qui ont confirmé la présence d’un cimetière du haut Moyen Âge. La partie la plus récente de l'église, construite au XIXe siècle, accueille toujours les offices religieux.

L'église Saints-Pierre-et-Paul.
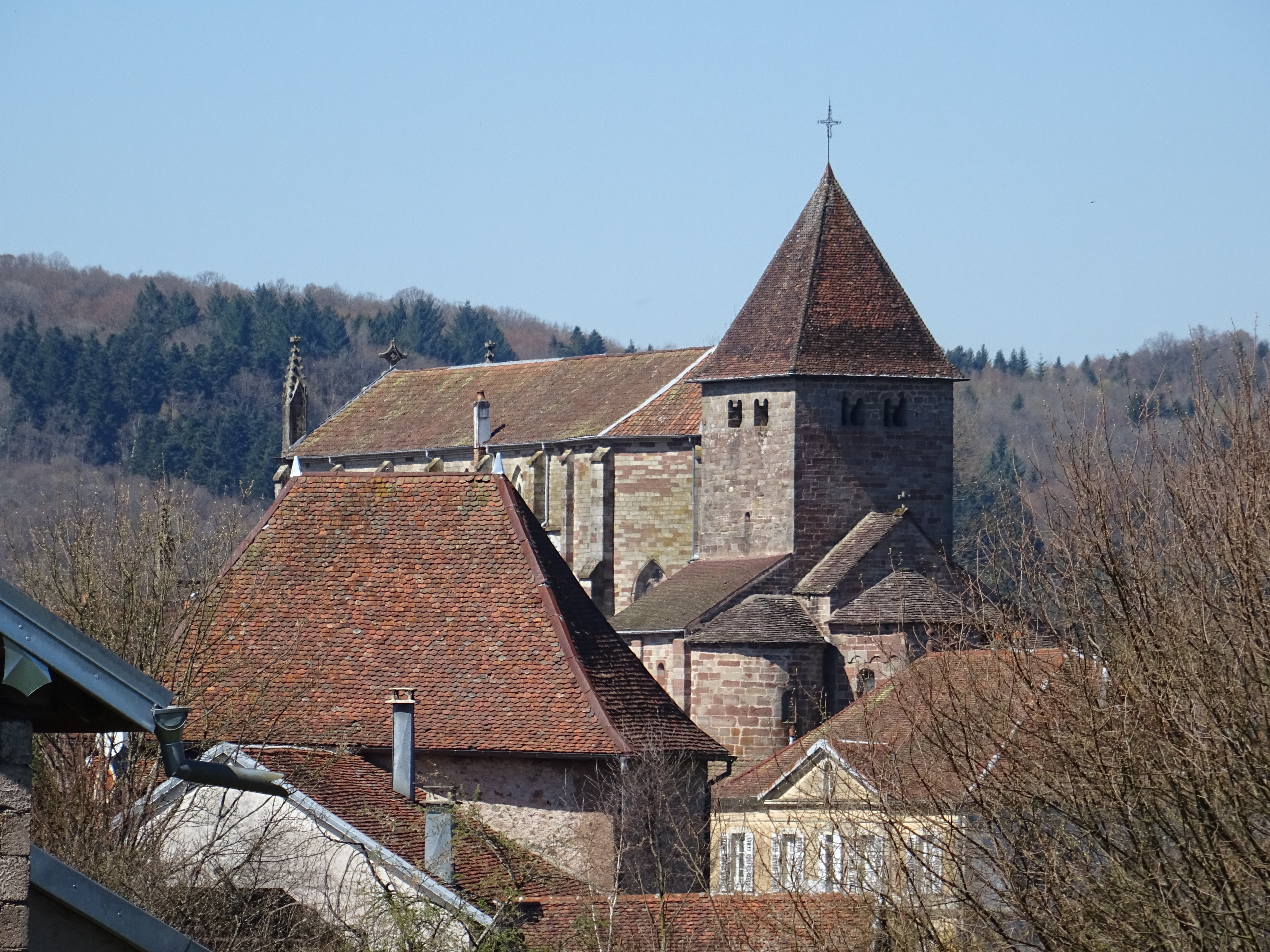
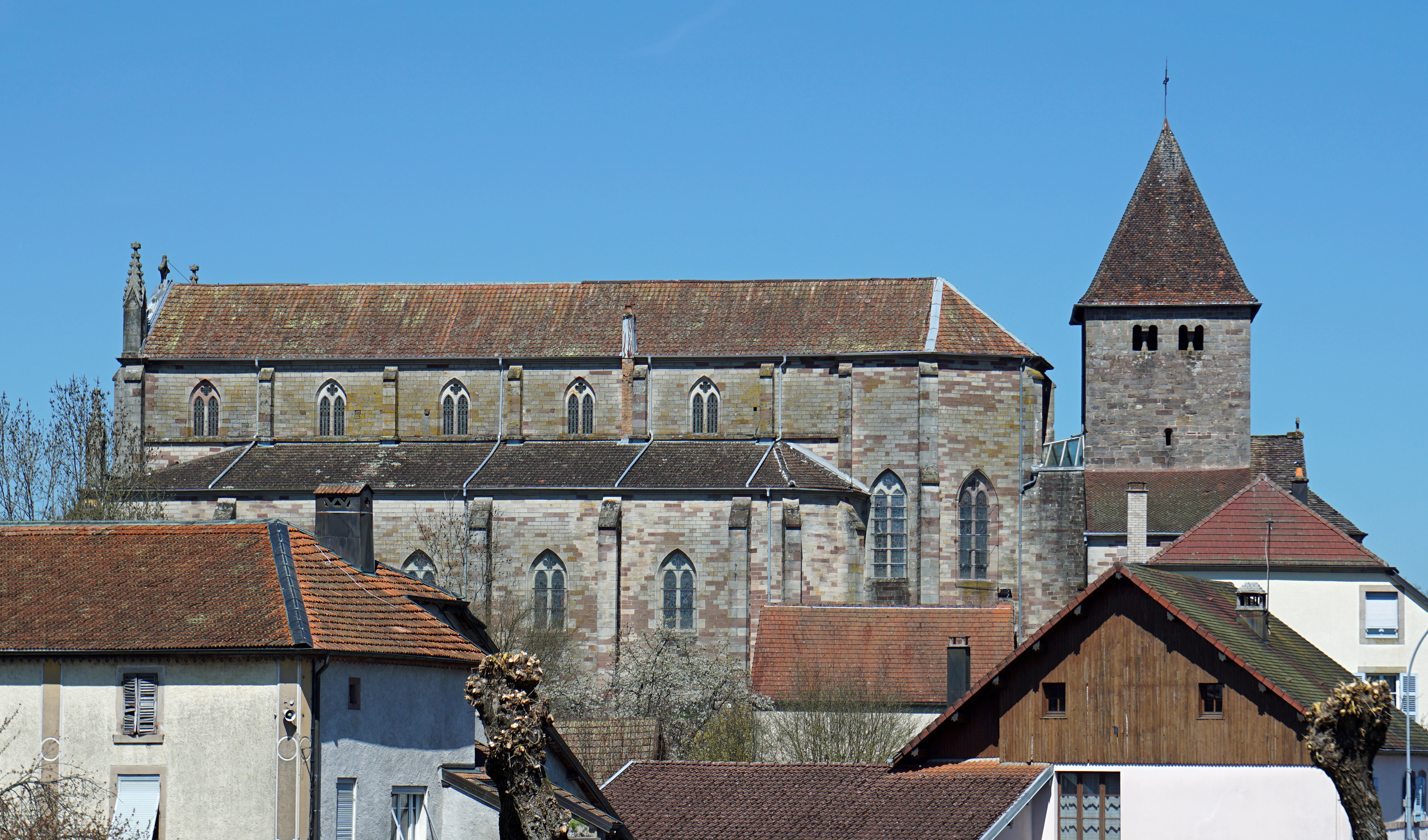
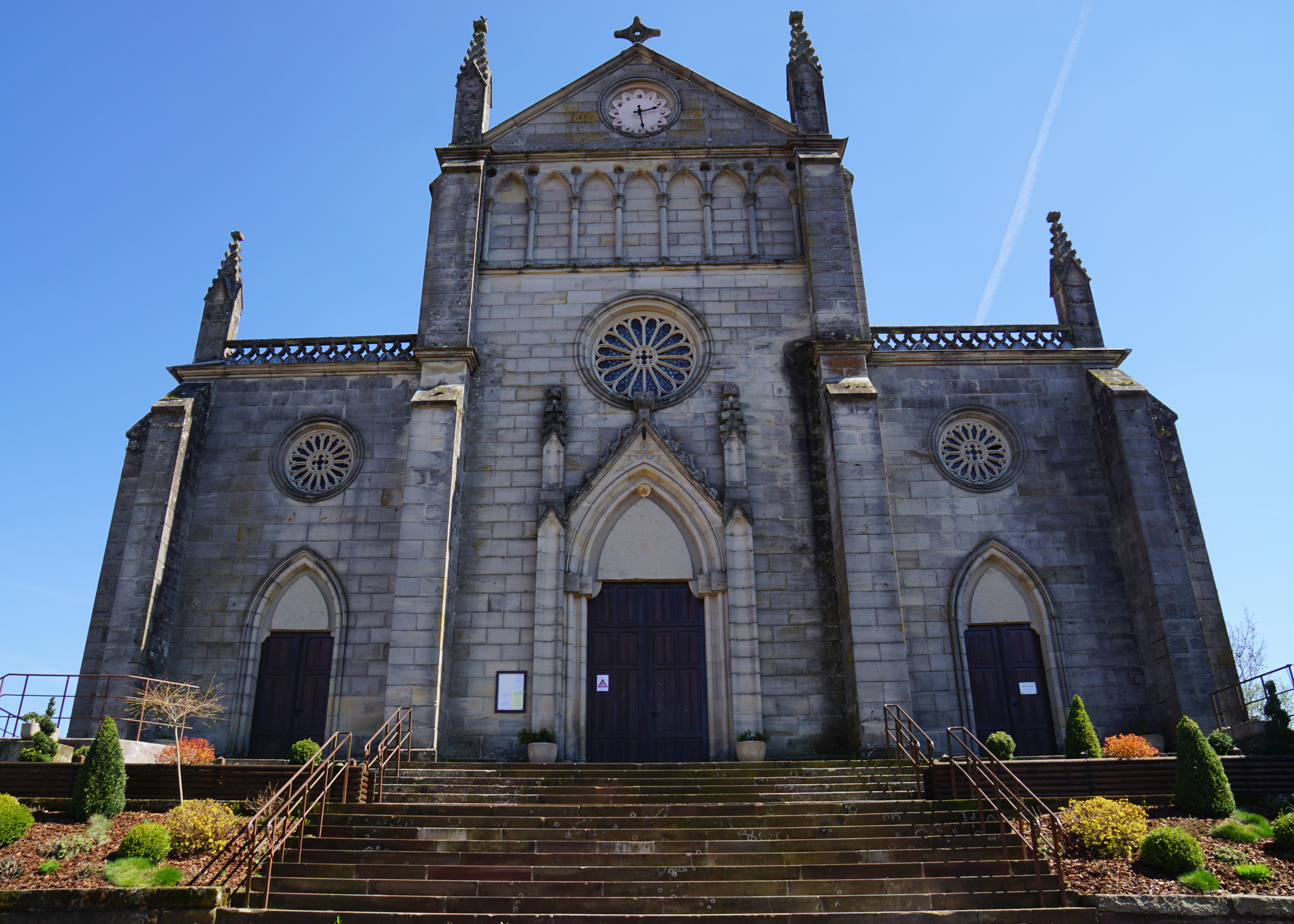
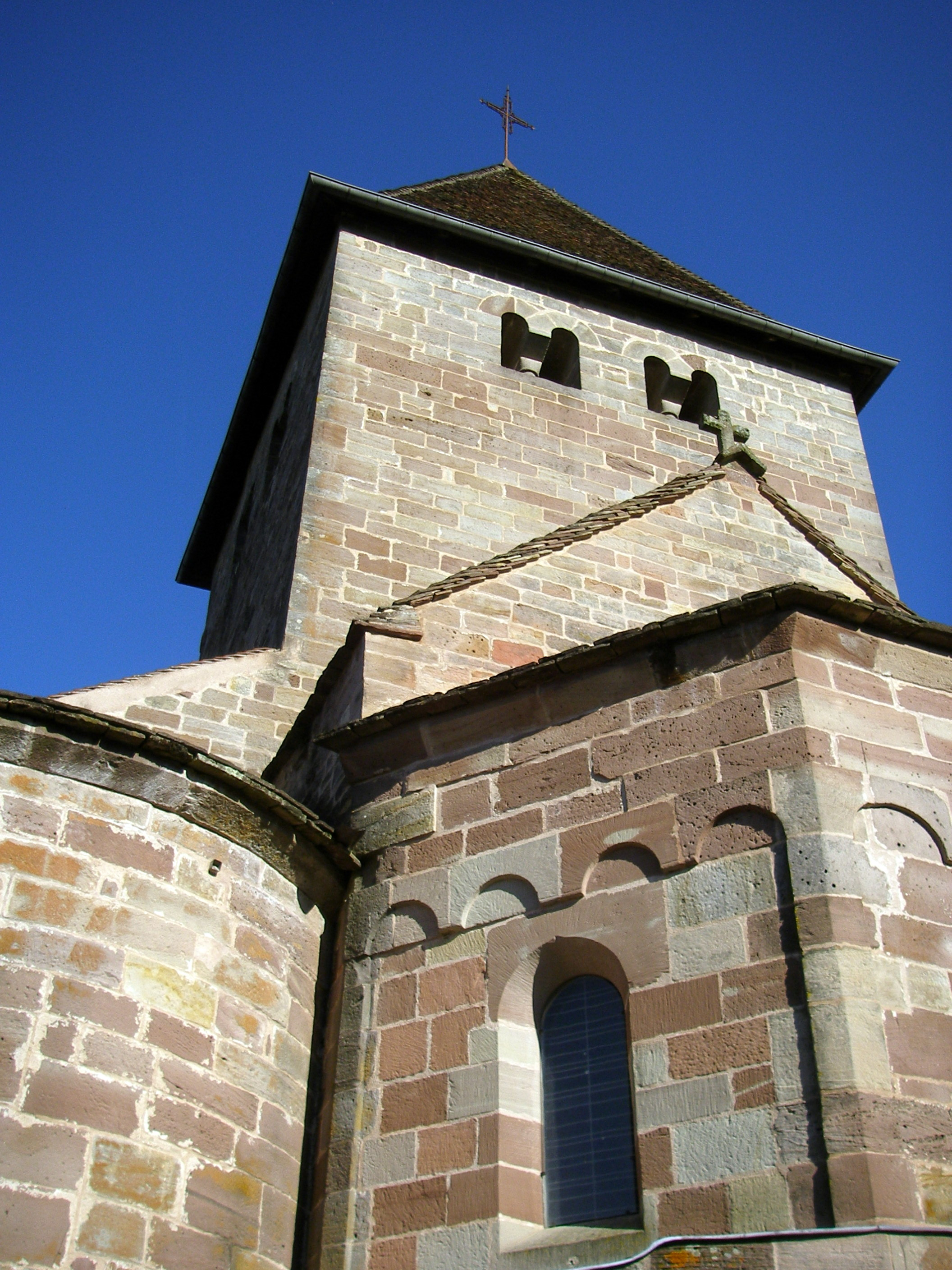

Une croix en grès, près de l'école primaire, date de 1864, année de l'édification du bâtiment le plus ancien de l’école.
Le Grand Pont, ouvrage remarquable qui relie Mélisey à Saint-Barthélémy, est reconstruit avec les pierres de taille de Saint-Germain au XIXe siècle.
Un moulin à farine et à huile dit moulin Bégeot, est mentionné en 1760 et reconstruit en 1832 ; il est rénové à partir de 1996.
Un monument aux morts est élevé pour la guerre de 1870, un second pour les deux guerres mondiales ainsi qu'une stèle et une plaque commémorative de la résistance.

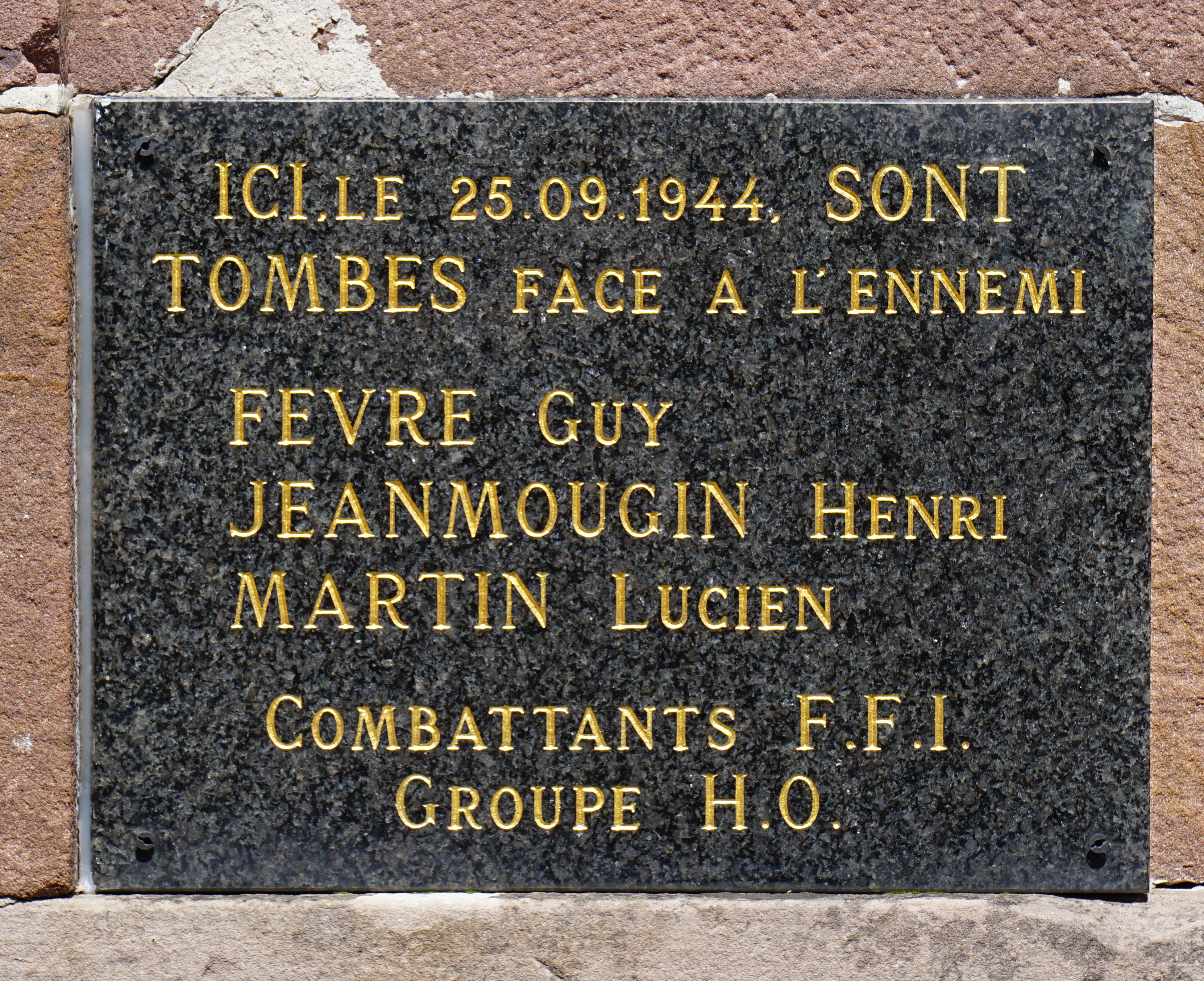
Plaque commémorative FFI.
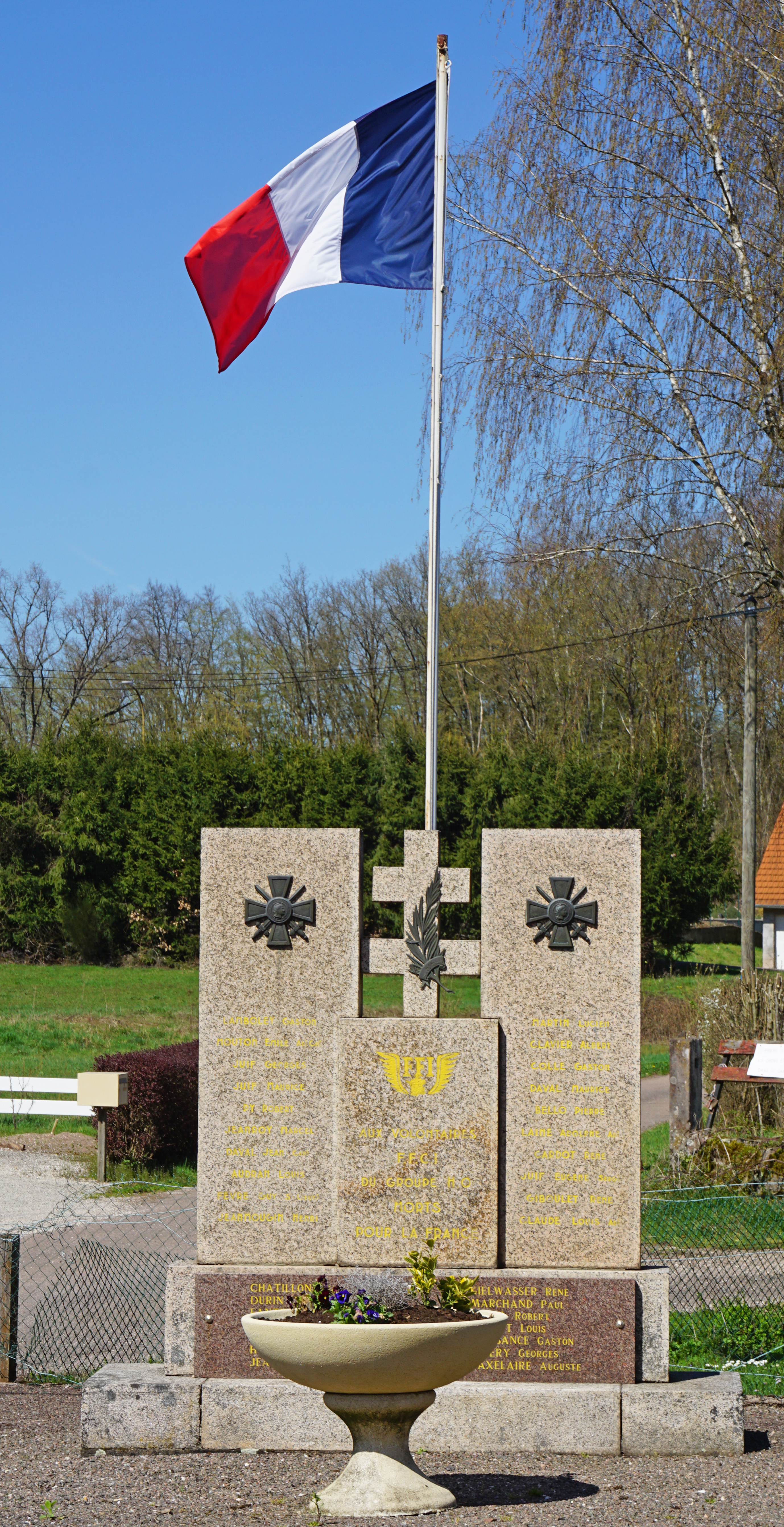
Stèle FFI.
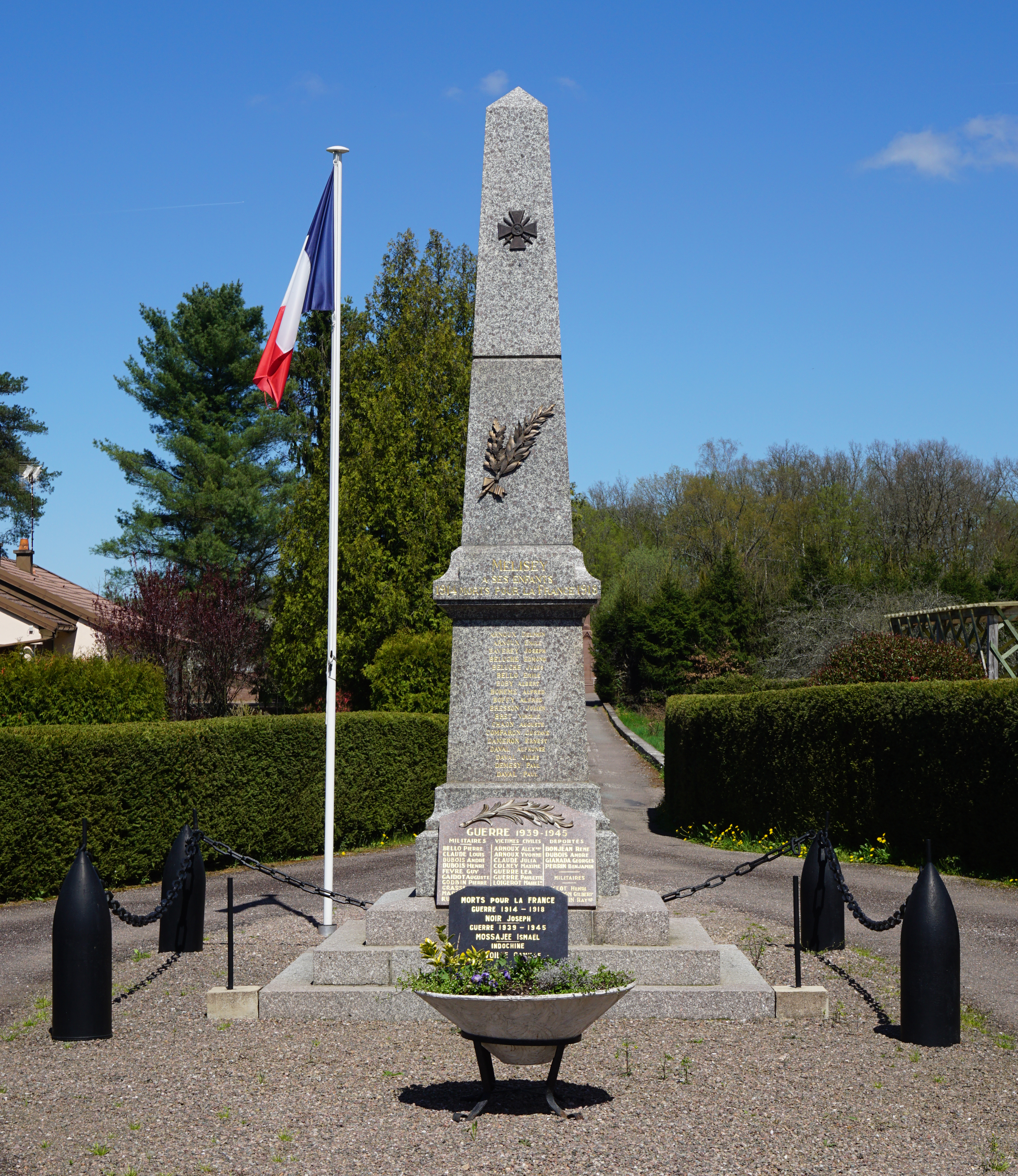
Le monument aux morts.
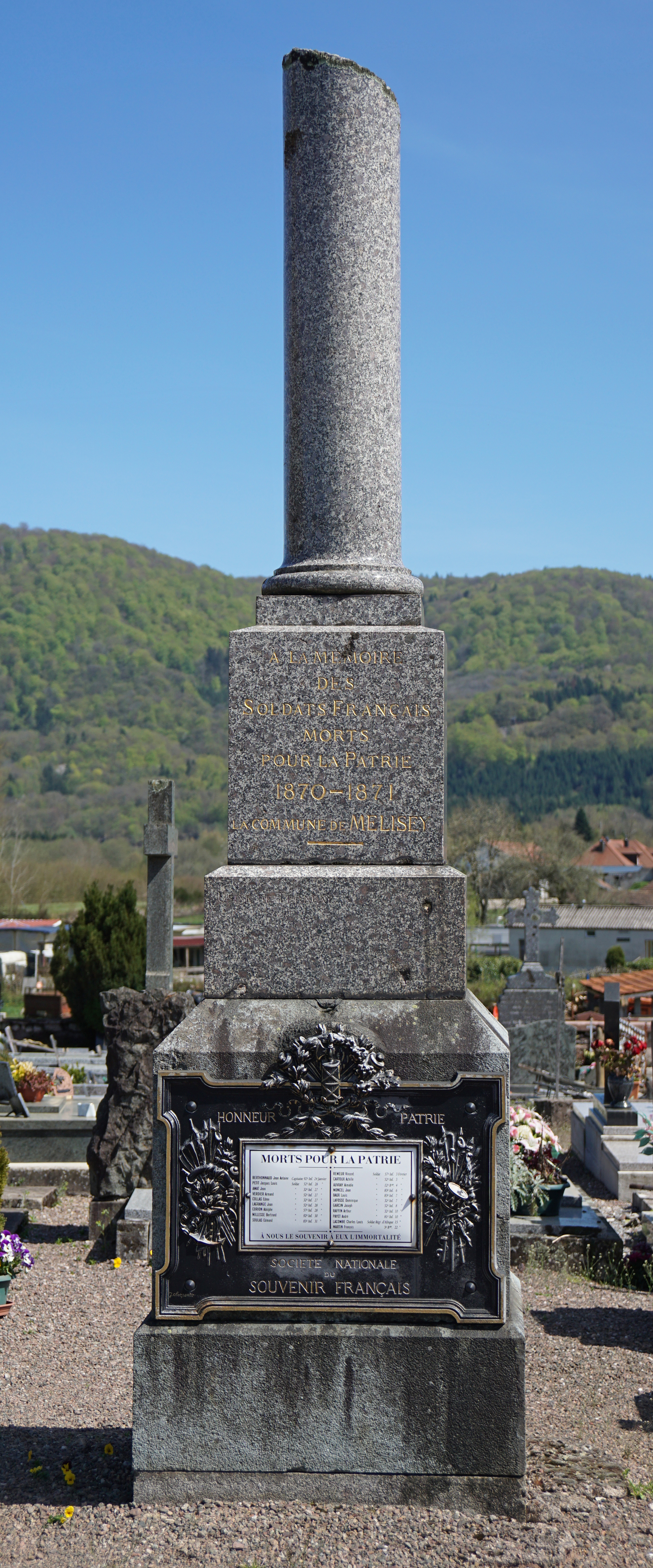
Guerre de 1870.
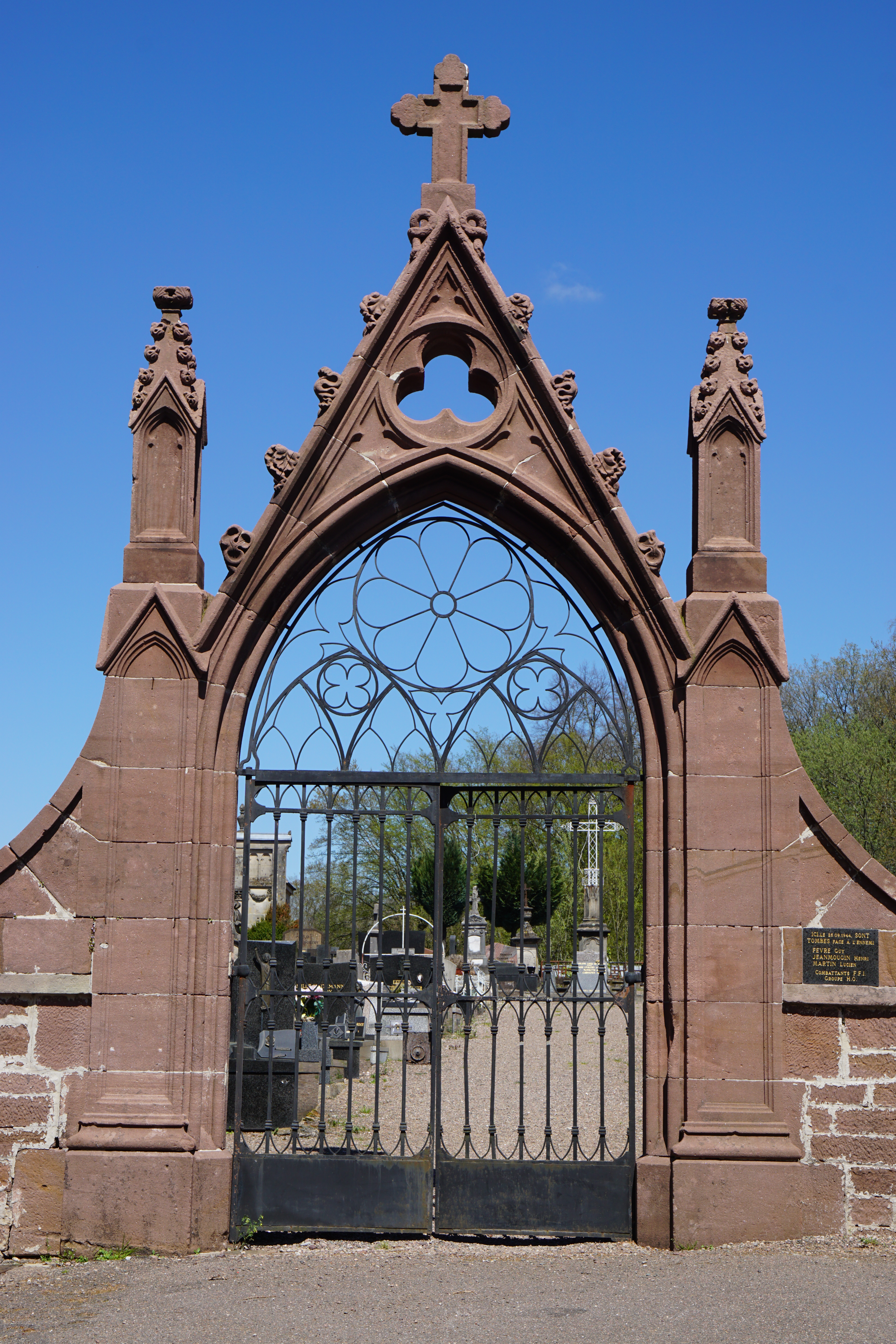
L'entrée du cimetière.
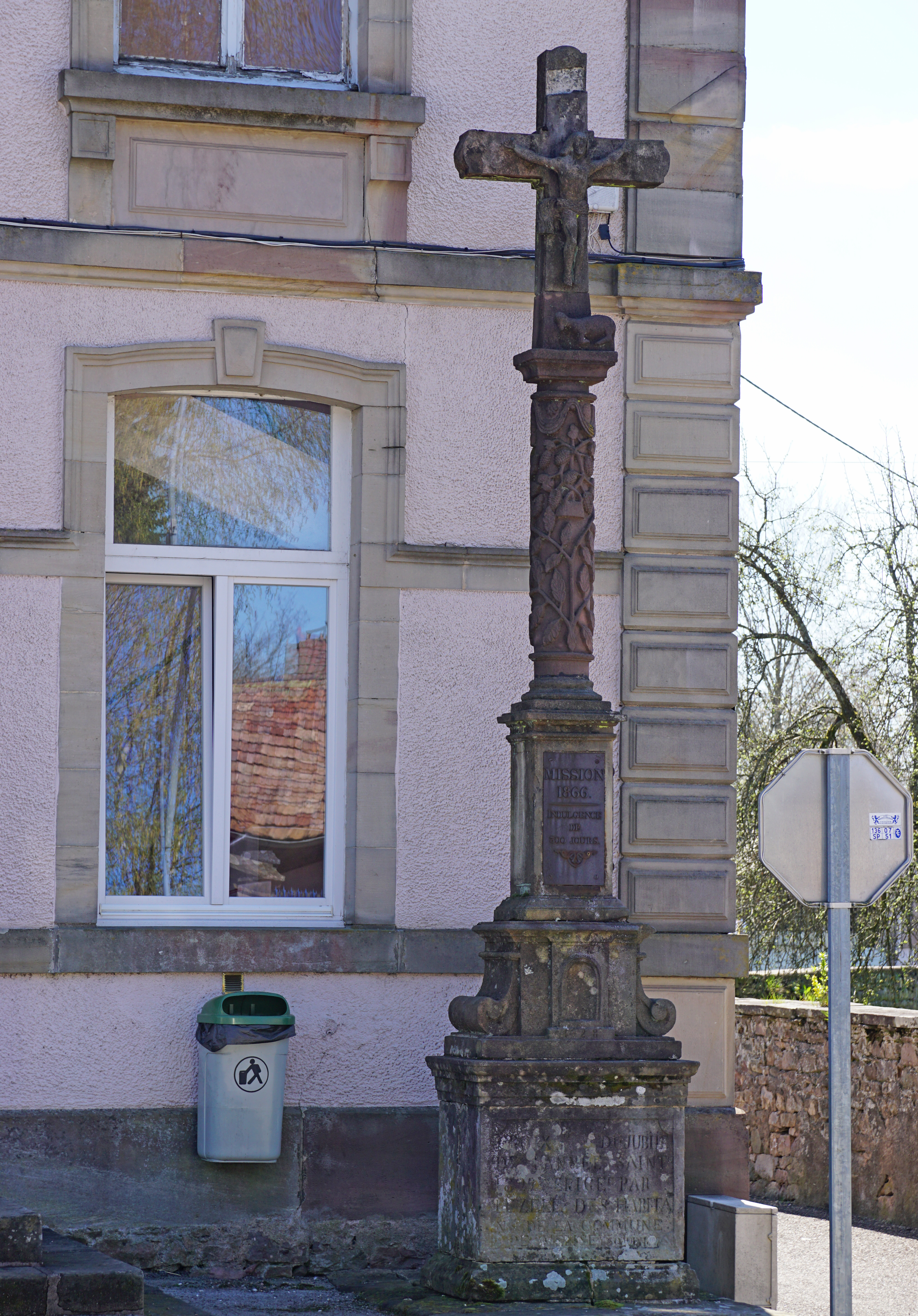
La croix en grès.
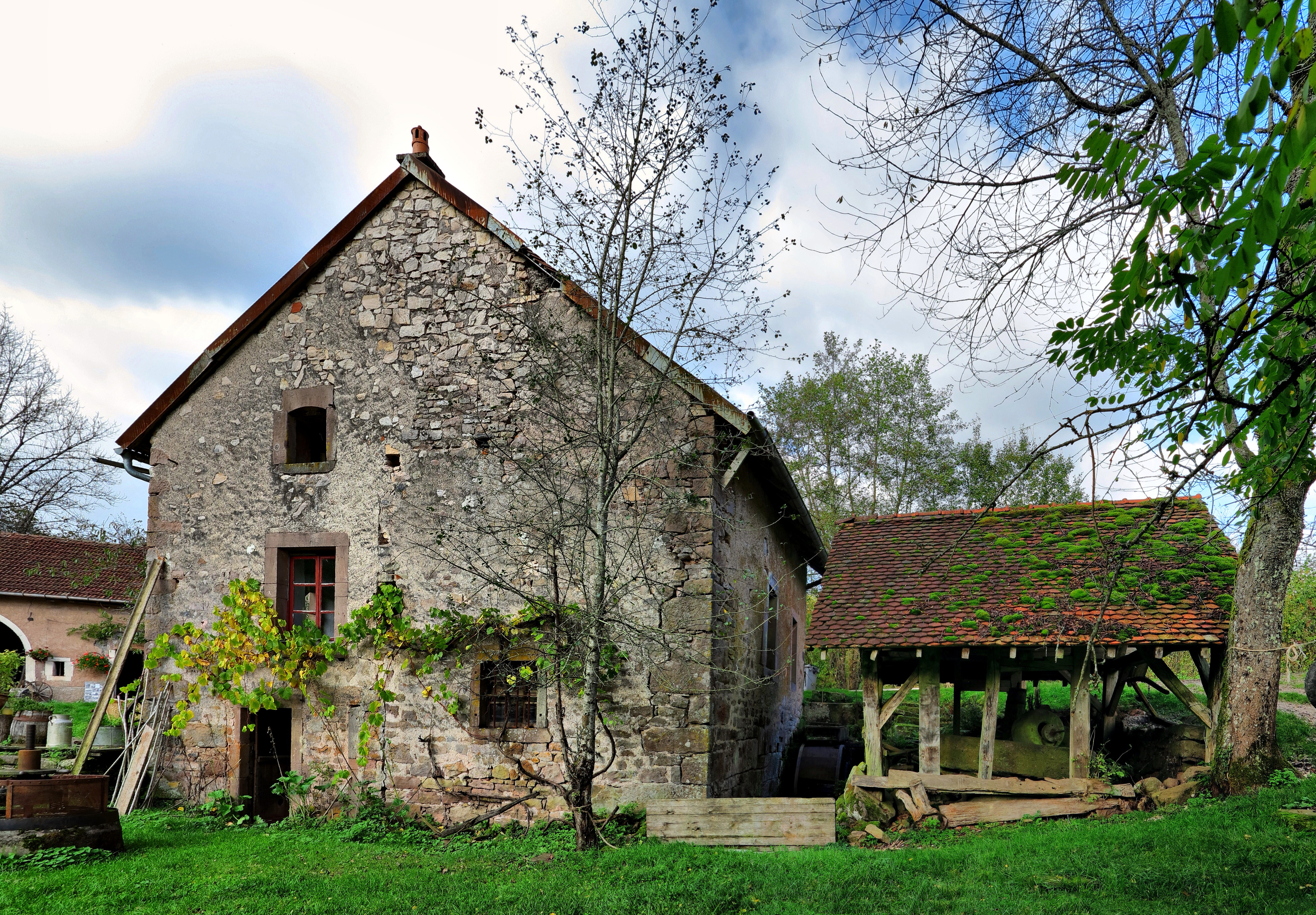
Le moulin Bégeot.

L'inventaire du patrimoine industriel réalisé par le service régional identifie quatre édifices remarquables : l'usine textile Pinot et Thiault, actuellement logement ; l'usine de quincaillerie Bohly Frères ; le tissage de coton Rochet, puis entrepôt commercial de la société Robert Shaw-Madec, actuellement magasin de commerce et atelier de menuiserie Cardot ; la filature de bourre de soie, puis usine de quincaillerie Bohly Frères et Cie, puis SIDEBO, puis GFD, puis GFI, puis Former, actuellement Lisi Automotive.

### Patrimoine naturel

ZNIEFF de Mélisey et des communes limitrophes :
1. zone Natura 2000 du Plateau des mille étangs ;
2. ZNIEFF du Plateau des mille étangs ;
3. le bois du Fahy ;
4. étangs et ruisseaux de Mansevillers et du Pré ;
5. Le cigle de Ternuay ;
6. vallée supérieure de l'Ognon et ses affluents ;
7. ruisseau de la Noue Armand ;
8. le mont de Vannes et le Rhien.

Mélisey est couverte en majorité d'une forêt de feuillus (935 ha sur un total de 2 123) située à l'étage collinéen du massif des Vosges. Le reste est occupé par des exploitations agricoles. La commune compte 291 espèces indigènes (en particulier les genres Agrostis, Alopecurus, Carex, Epilobium, Galium, Juncus, Lathyrus, Persicaria, Potentilla, Ranunculus, Rubus, Leucanthemum vulgare, trèfle, sapin, chêne), 10 espèces introduites parmi lesquelles deux sont envahissantes (Impatiens glandulifera, Fallopia japonica) et une domestique (Avoine cultivée). Parmi toutes les espèces présentes, 40 sont protégées et sept sont inscrites dans la liste des espèces menacées, six font partie de la liste rouge au niveau régionale, quatre au niveau national et deux au niveau mondial.
Mélisey fait partie du parc naturel régional des Ballons des Vosges, plus particulièrement du plateau des Mille Étangs. Elle est incluse dans un périmètre de protection du biotope de l'écrevisse à pattes blanches et de la truite fario, inventoriée sous la référence FR3800698 par l'Inventaire national du patrimoine naturel (INPN). La commune est comprise dans le périmètre de la zone Natura 2000 du plateau des Mille Étangs. Pour son patrimoine géologique, faunistique, floristique et pour les activités de tourisme et de loisirs, la commune est classée station verte, un label d'écotourisme.
Trois zones naturelles d'intérêt écologique, faunistique et floristique (ZNIEFF) particulièrement liées à la reproduction des espèces sont recensées sur le territoire de Mélisey : le plateau des Mille Étangs, les étangs et ruisseaux de Mansevillers et du pré et la vallée supérieure de l'Ognon et ses affluents.
Le plateau des Mille Étangs, qui repose sur un socle primaire érodé par les glaciers du Quaternaire, est situé entre les hautes vallées de l'Ognon et du Breuchin. Cette région possède des paysages variés et des biotopes remarquables adaptés à un milieu froid et humide. La création de ces étangs est liée à l'extraction de la tourbe qui commence au Moyen Âge. Il existe trois types d'étangs : oligotrophe à utriculaires (eau acide et faiblement minéralisée), méso-oligotrophe à nitelles (eau légèrement acide et faiblement minéralisée) et à callitriche (eau faiblement minéralisée). À cela s'ajoutent des prairies humides et des tourbières : celle de la Grande Pile à Saint-Germain (commune limitrophe) est la plus remarquable. Pour protéger cet espace, un plan agriculture-environnement est mis en place, les pâturages sont rétablis sur d'anciennes friches pour conserver un paysage ouvert et un contrat de rivière est également signé pour la vallée de l'Ognon. Un arrêté de protection du biotope des chauve-souris s'applique à la majorité des anciennes mines polymétalliques de la commune voisine de Saint-Barthélemy.
Les étangs et ruisseaux de Mansevillers et du pré appartiennent à la zone des Mille Étangs. La ZNIEFF inclut le ruisseau qui s'écoule sur un axe nord-sud pour se jeter dans l'Ognon à Mélisey, ainsi que quatre étangs. Le paysage traversé par le ruisseau est varié et comprend des prairies mésophiles et des bois humides (frênaie, aulnaie et fourrés). Cette végétation est due à la nature géologique du sol de l'ère primaire, au paysage accidenté et forestier ainsi qu'au climat froid et humide. Ce milieu accueille des espèces particulières (truite fario, chabot, lamproie de Planer, salamandre) et des invertébrés sensibles aux pollutions. Les étangs méso-oligotrophes à sténotherme accueillent une flore particulière (littorelle, Potamot à feuilles de Renouée, Scirpe flottant, utriculaire, Écuelle d'eau, Myriophylle et rubanier nain). La qualité de l'eau est indispensable pour protéger ce milieu. Des arrêtés ministériels du 20 janvier 1982, du 28 décembre 1988 et du 2 juin 1992 interdisent tout acte de destruction à l'encontre des espèces protégées et de leur milieu.
Concernant la vallée supérieure de l'Ognon et ses affluents, les objectifs fixés sont la résorption de la pollution des eaux, l'encouragement d'une agriculture extensive, la pratique d'une sylviculture respectueuse des essences spontanées, l'entretien de la végétation riveraine et la limitation des extractions de granulats en lit majeur.

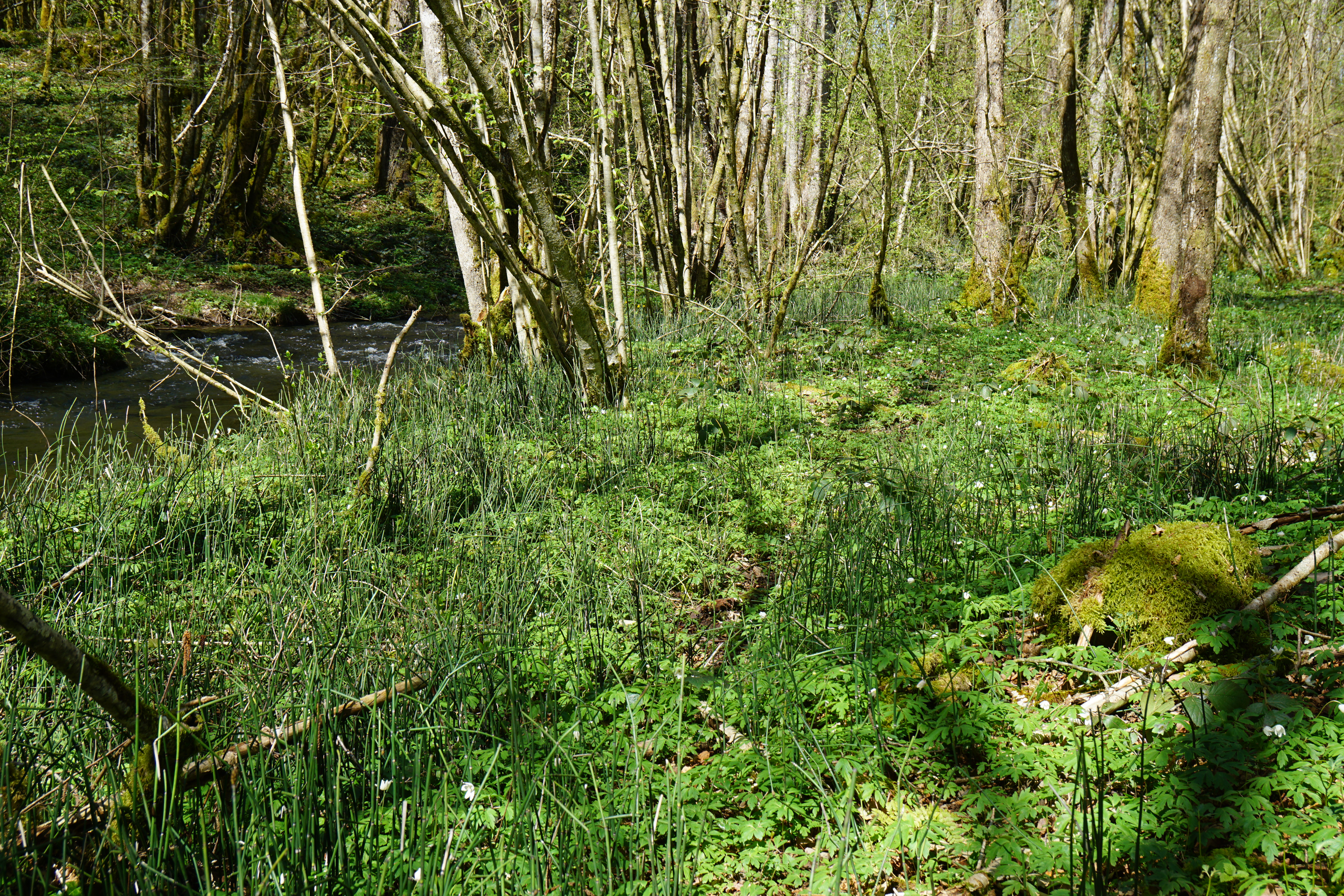
Zone humide au bord du ruisseau de Mansevillers.
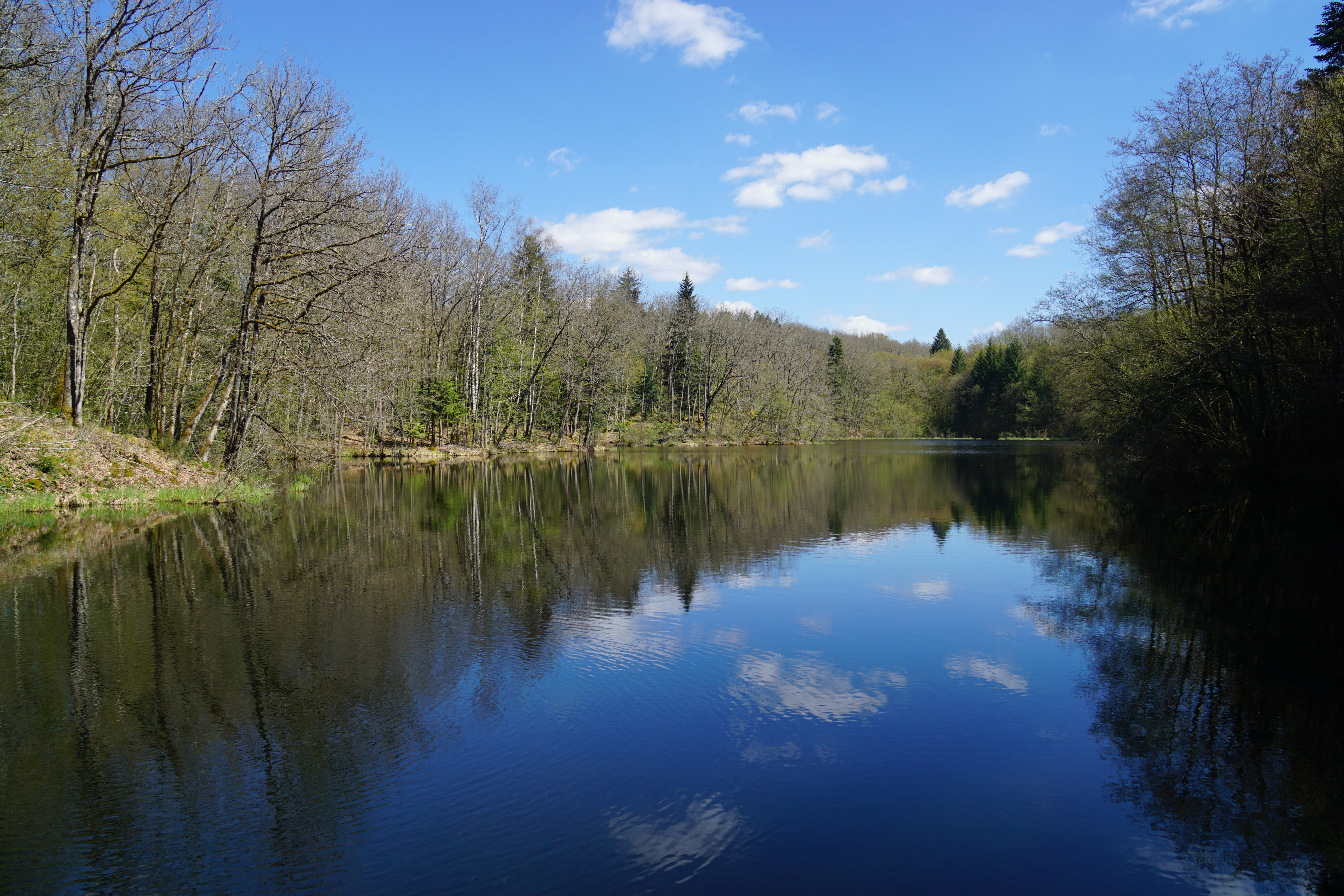
Étang alimentant le Mansevillers.
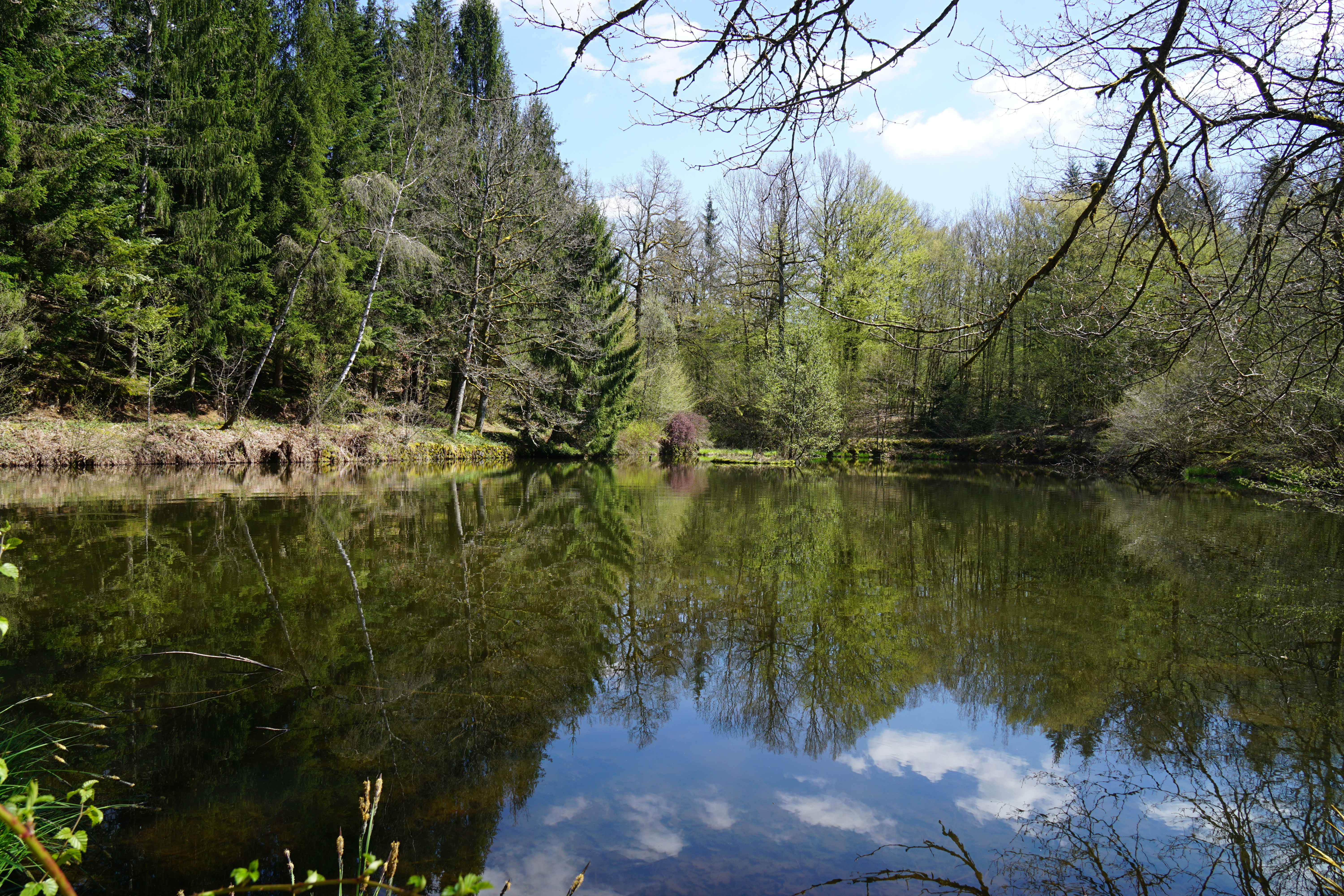
Petit étang voisin.
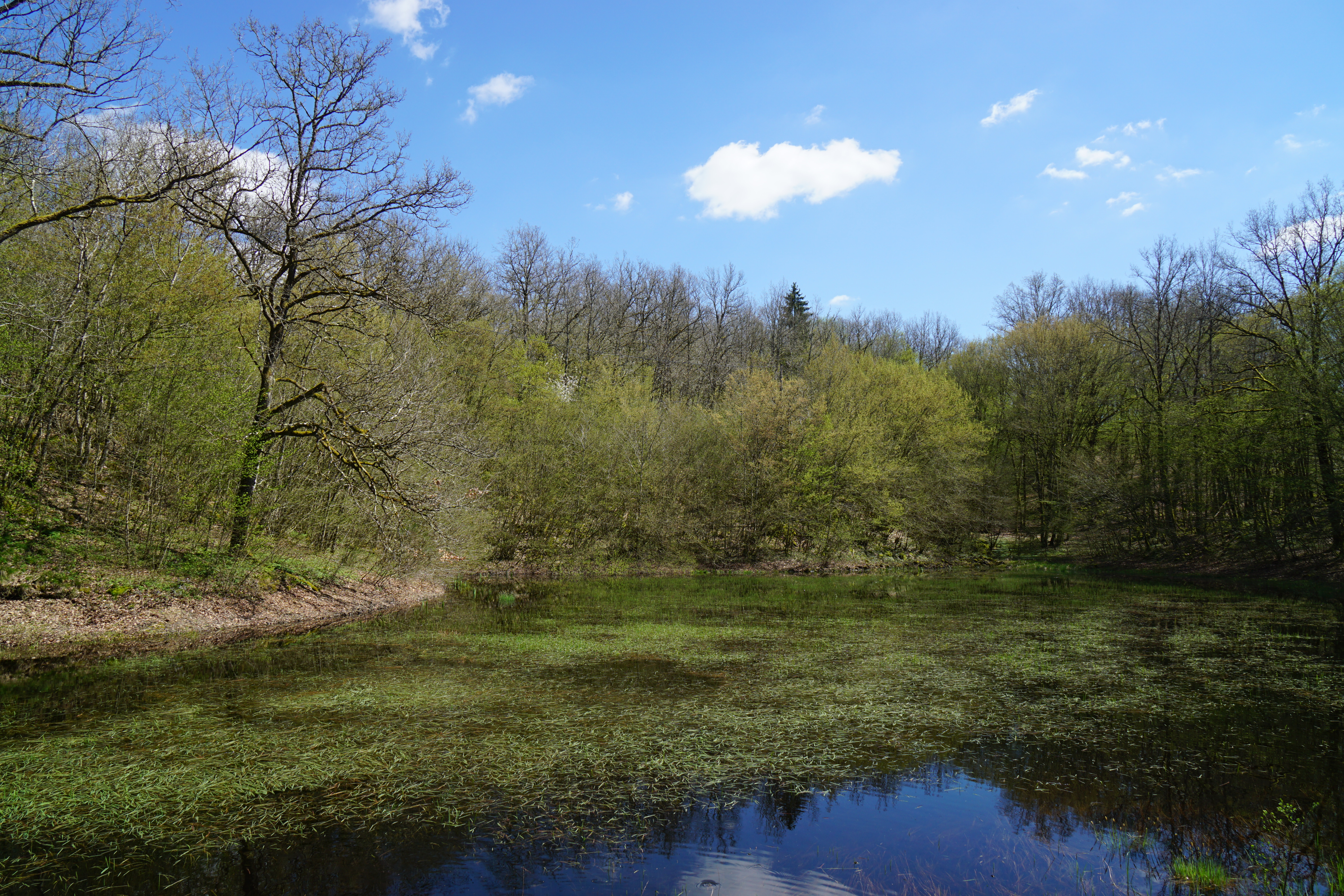
Étang en cours de colonisation.

### Personnalités liées à la commune
- Grégoire Piguet (1753-1826), homme politique[92].
- François Arzel (1921-1944), résistant mort au combat dans la région[93].
- Pierre Léval (1922-2009), homme politique, né à Mélisey[94].
- Henri Bresson (1924-2010), pêcheur dont la stèle mémorielle est installée près du pont de l'Ognon[95].
- Jean Geney (1939), homme politique, né à Mélisey[96].
- Julien Pinot (1987), frère et entraîneur de Thibaut Pinot, né à Mélisey.
- Thibaut Pinot (1990), coureur cycliste, fils de Régis Pinot (maire élu en 2008)[97].
- Soline Lamboley (1996), coureuse cycliste, née à Mélisey[98].

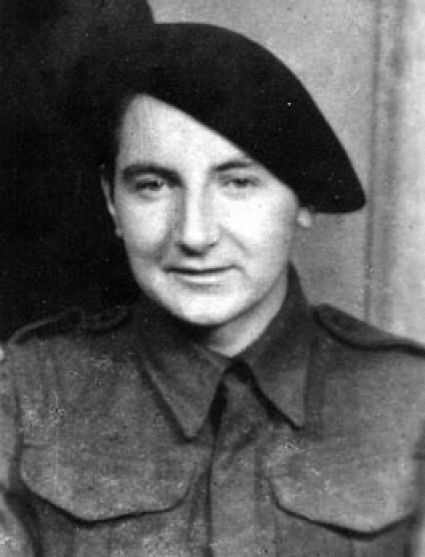
François Arzel.
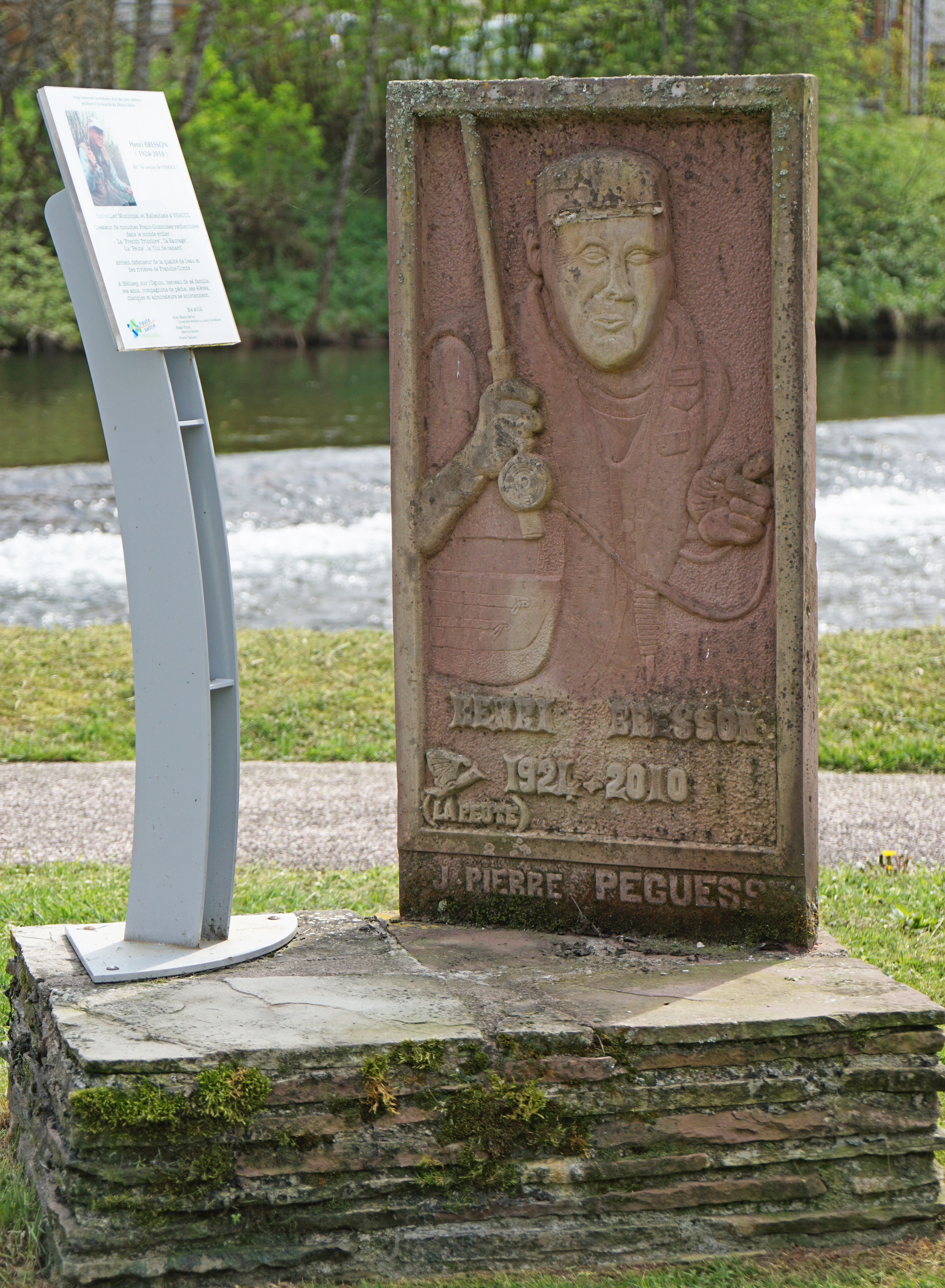
Stèle d'Henri Bresson.
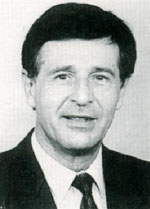
Jean Geney.
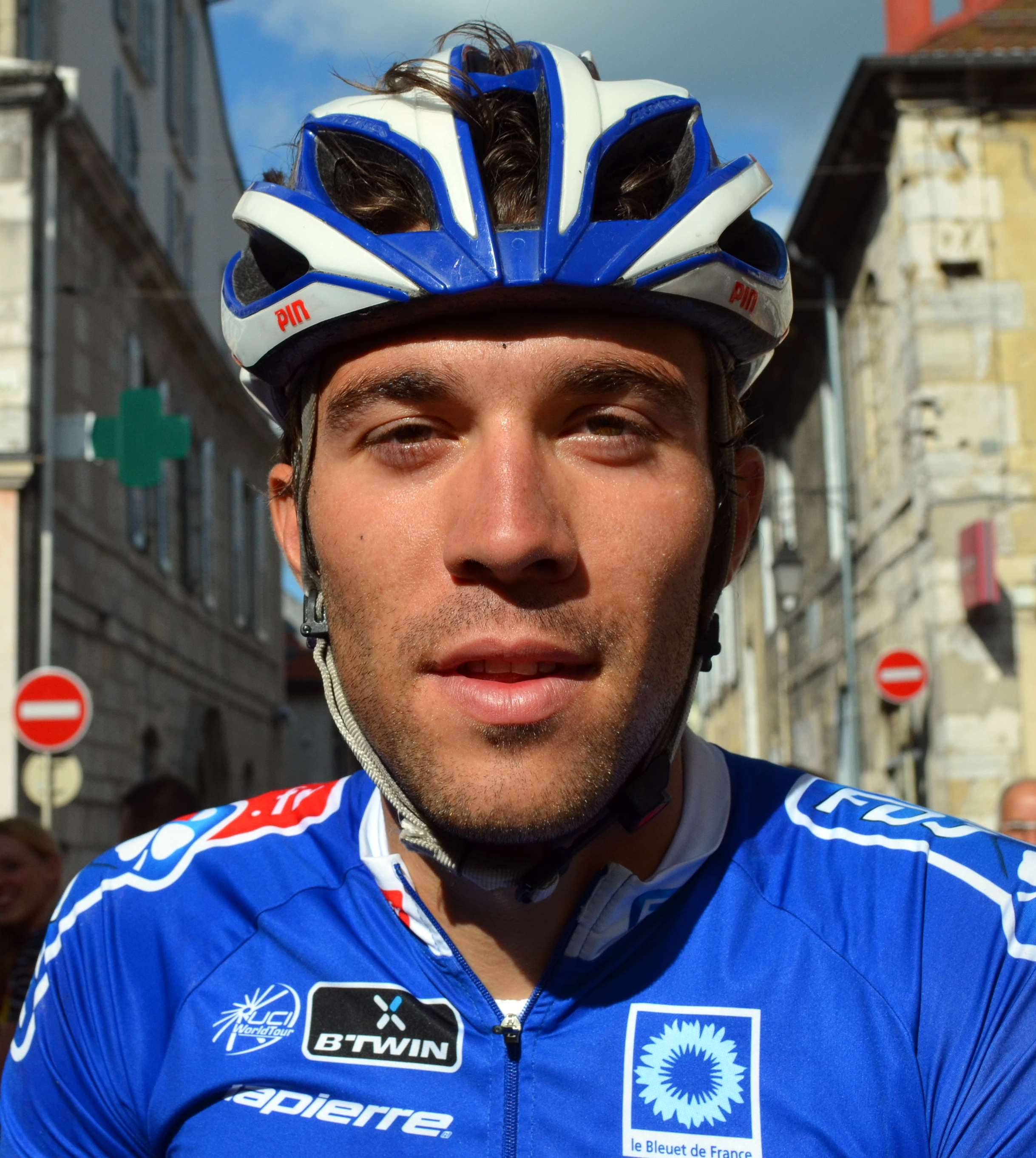
Thibaut Pinot.
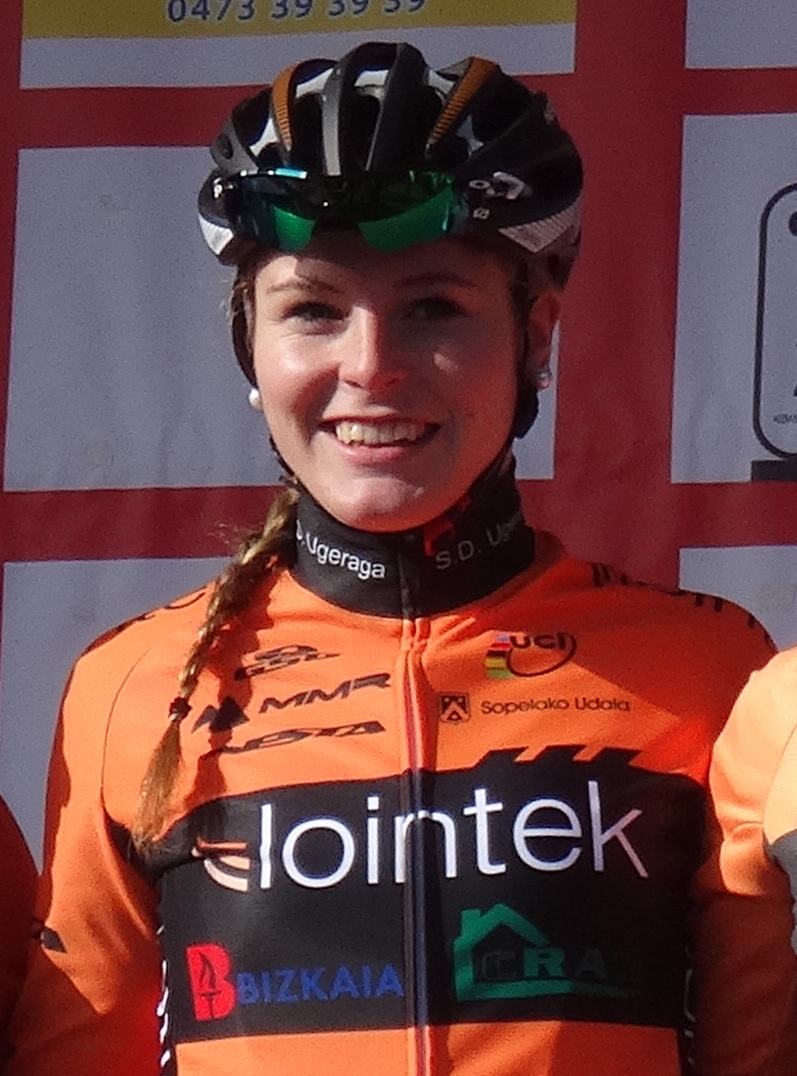
Soline Lamboley.

### Identité visuelle
| Le logo. | La commune de Mélisey ne possède pas de blason. La municipalité s'est dotée d'un logotype représentant le pont sur l'Ognon et l'église Saint-Pierre-et-Paul dessinés. |